# Liste der Biografien/On
Liste der Biografien |
Portal Biografien |
Personensuche
# |
A |
B |
C |
D |
E |
F |
G |
H |
I |
J |
K |
L |
M |
N |
O |
P |
Q |
R |
S |
T |
U |
V |
W |
X |
Y |
Z |
?
 
Oa |
Ob |
Oc |
Od |
Oe |
Of |
Og |
Oh |
Oi |
Oj |
Ok |
Ol |
Om |
On |
Oo |
Op |
Oq |
Or |
Os |
Ot |
Ou |
Ov |
Ow |
Ox |
Oy |
Oz
Die Liste der Biografien führt alle Personen auf, die in der deutschsprachigen Wikipedia einen Artikel haben. Dieses ist eine Teilliste mit 735 Einträgen von Personen, deren Namen mit den Buchstaben „On“ beginnt.

## On

### Ona
- ONA B. (* 1957), österreichische Malerin, Fotografin und Installationskünstlerin
- Oña, Erik (1961–2019), argentinischer Komponist, Dirigent und Musikpädagoge
- Ona, Francis (1953–2005), Oberbefehlshaber der Bougainville Revolutionary Army (BRA) während des Bougainville-Konflikts
- Onabulé, Ola (* 1964), britisch-nigerianischer Jazz- und Soul-SängerOla Onabulé (* 1964)

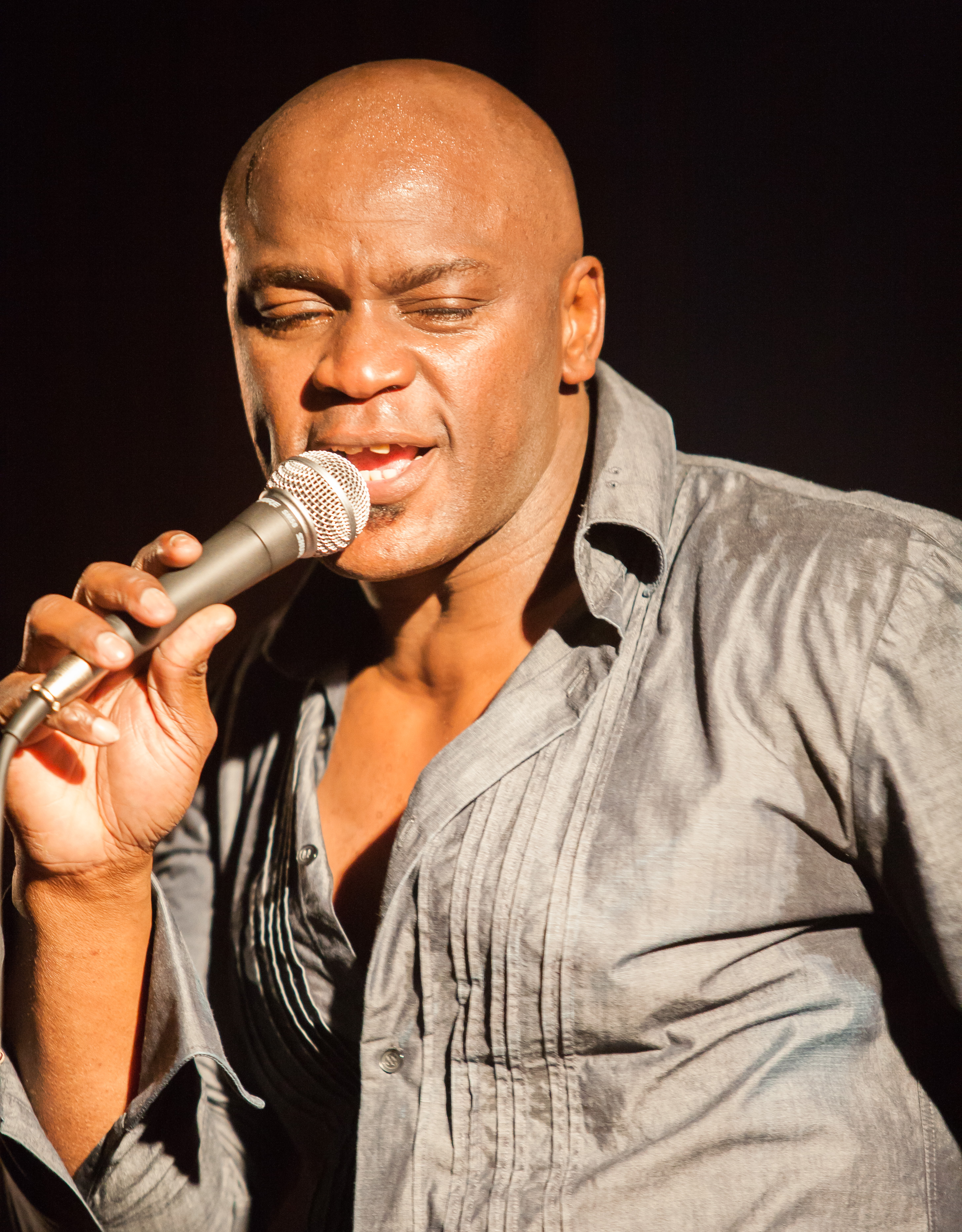
Ola Onabulé (* 1964)

- Onabuta, Yū (* 1994), japanischer Sprinter
- Onaga, Callistus Valentine (* 1958), nigerianischer Geistlicher, römisch-katholischer Bischof von Enugu
- Onaga, Hijiri (* 1995), japanischer Fußballspieler
- Onaga, Takeshi (1950–2018), japanischer Politiker
- Onah, Godfrey Igwebuike (* 1956), nigerianischer Geistlicher, Bischof von Nsukka
- Onah, Julius (* 1983), nigerianisch-US-amerikanischer Regisseur und Drehbuchautor
- Onaithos, griechischer Bildhauer
- Onaitis, Gediminas (* 1983), litauischer Politiker, Vizeminister
- Onaiwu, Ado (* 1995), japanischer Fußballspieler
- Onaiwu, George (* 2000), japanischer Fußballspieler
- Onaiyekan, John (* 1944), nigerianischer Geistlicher, emeritierter römisch-katholischer Erzbischof von Abuja und Kardinal
- Onakoya, Tunde (* 1994), nigerianischer Schachspieler
- Önal, Ahmet (* 1993), türkischer Fußballtorhüter
- Önal, Alper (* 1996), türkischer Fußballspieler
- Önal, Ayşe Hatun (* 1978), türkische Popmusikerin und Model
- Önal, Bige (* 1990), türkische Schauspielerin
- Önal, Erhan (1957–2021), türkischer Fußballspieler
- Önal, Mehmet Akif (* 1990), türkischer Fußballtorhüter
- Önal, Tuba (* 1974), türkische Popsängerin
- Onan, Arzum (* 1973), türkische Schauspielerin
- O’Nan, Michael (1943–2017), US-amerikanischer Mathematiker
- O’Nan, Stewart (* 1961), amerikanischer Schriftsteller
- Onana, Amadou (* 2001), belgischer Fußballspieler
- Onana, André (* 1996), kamerunischer FußballtorwartAndré Onana (* 1996)

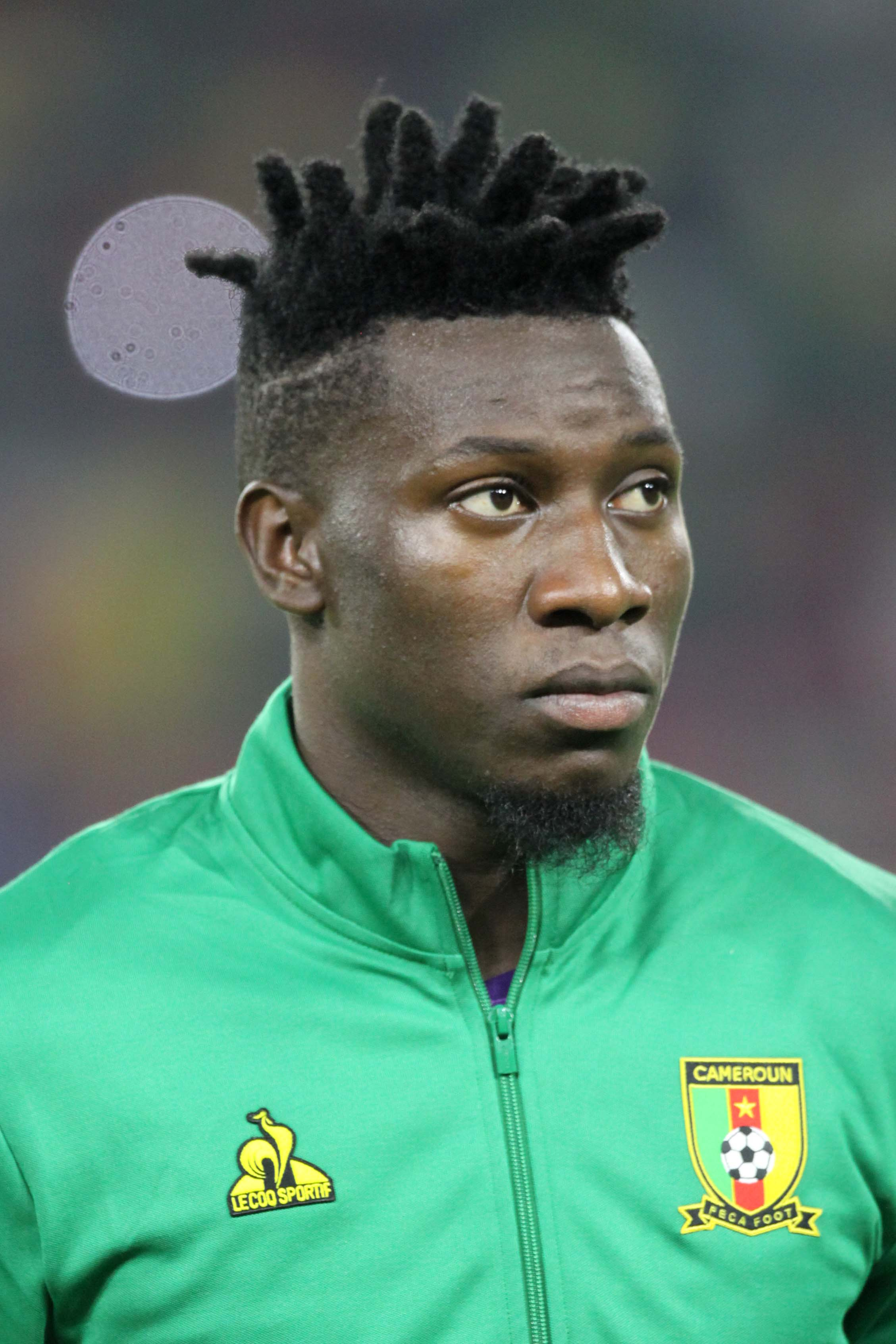
André Onana (* 1996)

- Onana, Elie (1951–2018), kamerunischer Fußballspieler
- Onana, Jean (* 2000), kamerunischer Fußballspieler
- Onanga Itoua, Bernard (* 1988), französisch-kongolesischer Fußballspieler
- Onanga-Anyanga, Parfait (* 1960), gabunischer Diplomat und UN-Funktionär
- Onanuga, Saidat (* 1974), nigerianische Leichtathletin
- Onaodowan, Okieriete (* 1987), US-amerikanischer Film- und Theaterschauspieler und Sänger
- Onaolapo, Joy (1982–2013), nigerianische Paralympics-Powerliftingerin
- Onar, Orhan (1923–2009), türkischer Richter, Präsident des Verfassungsgerichts der Türkei
- Onar, Sıddık Sami (1898–1972), türkischer Staats- und Verwaltungsrechtler, erster gewählter Rektor der Universität Istanbul
- Onaran, Özlem, türkisch-deutsche Wirtschaftswissenschaftlerin und Hochschullehrerin
- Onaran, Tijen (* 1985), deutsche Unternehmerin, Moderatorin und AutorinTijen Onaran (* 1985)

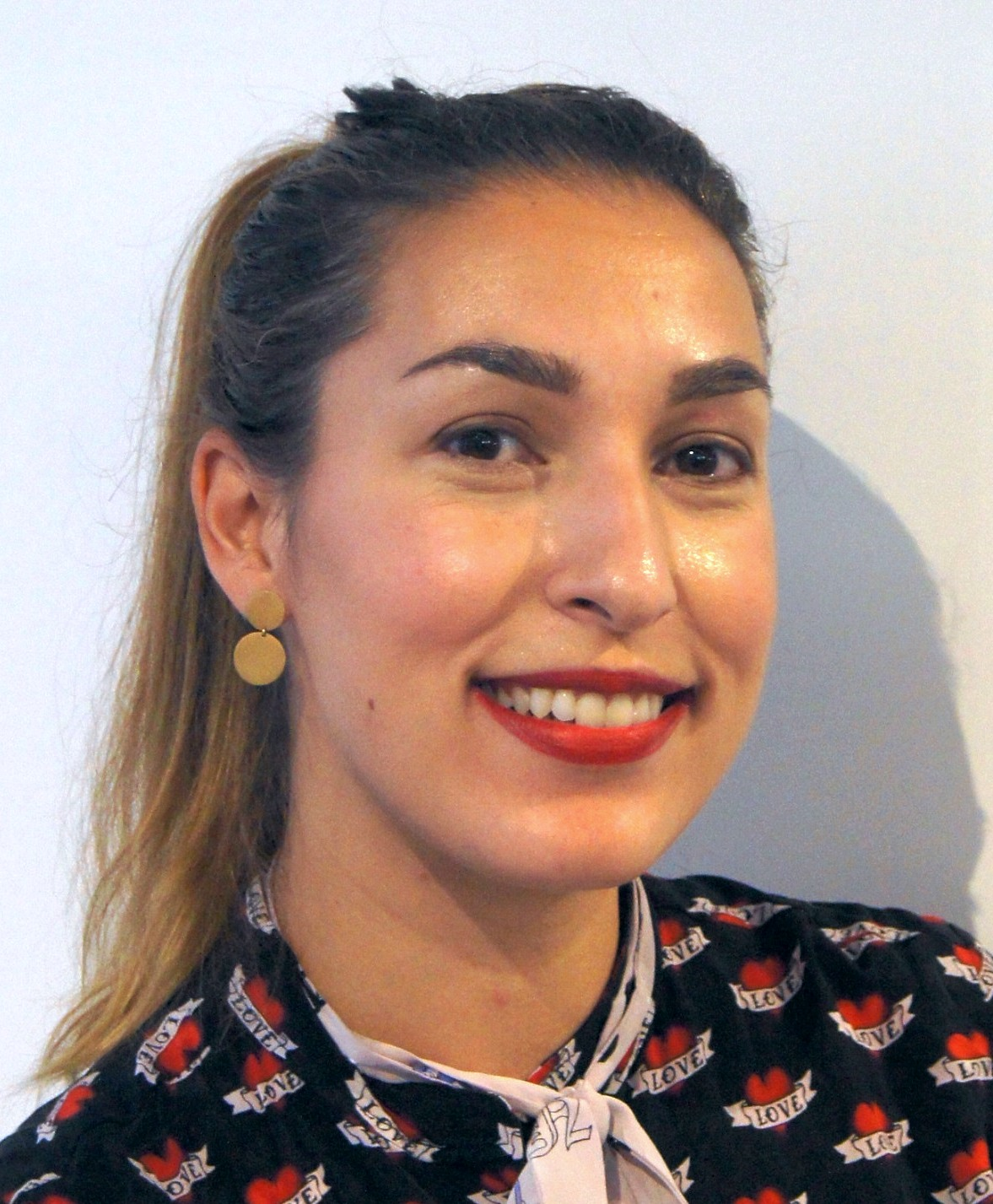
Tijen Onaran (* 1985)

- Onarheim, Onar (1910–1988), norwegischer Wirtschaftsfunktionär und Politiker
- Onarıcı, Necmi (1925–1968), türkischer Fußballspieler
- Onasander, griechischer Philosoph und Militärschriftsteller
- Onasanya, Jennifer (* 1994), österreichisch-niederländische Bobsportlerin
- Onasch, Konrad (1916–2007), deutscher Kirchenhistoriker
- Onasch, Theodora, deutsche Malerin, Grafikerin und Kunstgewerblerin
- Onaschwili, Giwi (* 1947), sowjetischer Judoka
- Onashile, Adura, britische Schauspielerin, Dramatikerin, Drehbuchautorin und Film- und Theaterregisseurin
- Onasimos, spätantiker Geschichtsschreiber
- Onassis, Alexander (1948–1973), griechischer Sohn eines Reeders
- Onassis, Aristoteles (1906–1975), griechischer ReederAristoteles Onassis (1906–1975)

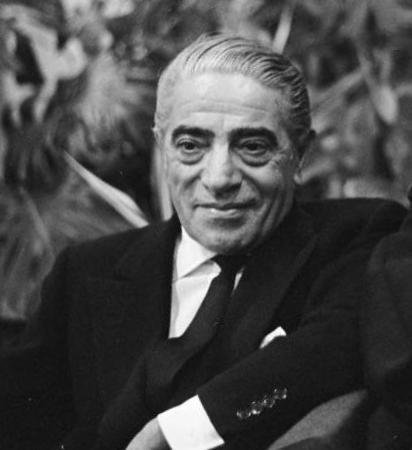
Aristoteles Onassis (1906–1975)

- Onassis, Athina (* 1985), griechische Springreiterin, Enkelin und Erbin des Vermögens von Aristoteles Onassis
- Onassis, Christina (1950–1988), griechische Reederstochter
- Onat, Serhan (* 1994), türkischer Schauspieler
- Onatas, griechischer Bildhauer und Erzgießer
- Oñate Laborde, Santiago (* 1949), mexikanischer Rechtsanwalt und Politiker der PRI
- Oñate y Juárez, Julián († 1899), spanischer Maler und Dekorateur
- Oñate, Cristóbal de († 1567), Konquistador, Entdecker und Kolonialgouverneur
- Oñate, Juan de (1550–1626), spanischer Konquistador, Entdecker und Kolonialgouverneur
- Oñate, Nelson (1943–2022), kubanischer Sportschütze
- Oñate, Pablo, spanischer Politikwissenschaftler
- Önatlı, Zeki (* 1968), türkischer Fußballspieler
- Onay, Belit (* 1981), deutsch-türkischer Politiker (Bündnis 90/Die Grünen), Oberbürgermeister der Landeshauptstadt HannoverBelit Onay (* 1981)

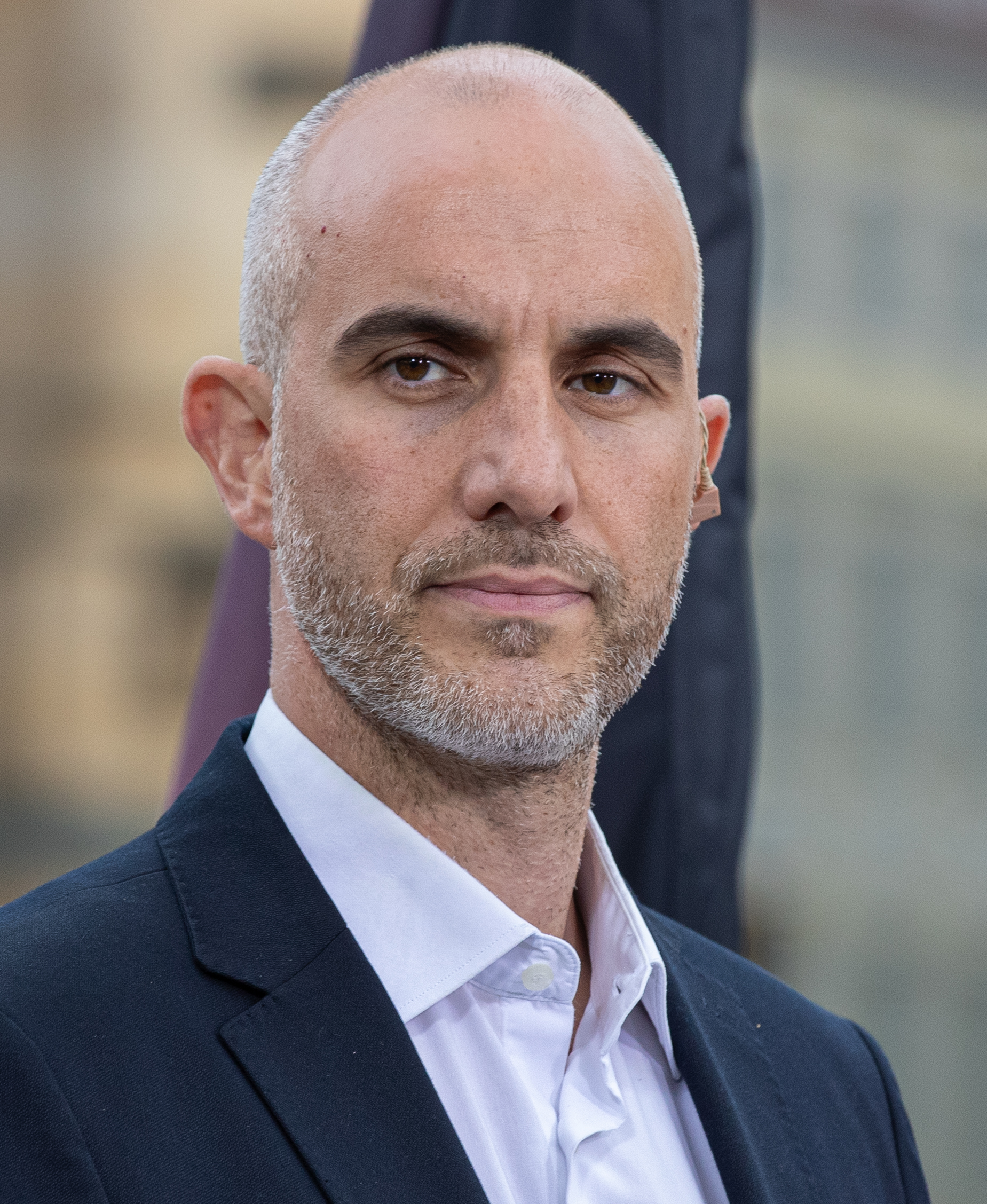
Belit Onay (* 1981)

- Onay, Gülsin (* 1954), türkische Pianistin
- Onay, Yılmaz (1937–2018), türkischer Schriftsteller, Regisseur und Übersetzer
- Onayemi, Folake (1964–2024), nigerianische Altphilologin
- Onazi, Ogenyi (* 1992), nigerianischer Fußballspieler
- Onazkyj, Nykanor (1875–1937), ukrainischer Maler

### Onc
- Öncel, Emin (* 1997), türkischer Speerwerfer
- Öncel, Nazan (* 1956), türkische Popmusikerin
- Onchi, Kōshirō (1891–1955), japanischer Holzschneider des Sōsaku-hanga und Buchillustrator
- Oncina Moreno, Noelia (* 1976), spanische Handballspielerin
- Oncins, Jaime (* 1970), brasilianischer Tennisspieler
- Onciul, Aurel (1864–1921), rumänischer Politiker
- Onciul, Dimitrie (1856–1923), rumänischer Historiker
- Onciul, Isidor (1834–1897), rumänischer griechisch-orthodoxer Theologin
- Onciulescu, Catrinel (* 2006), rumänische Tennisspielerin
- Oncken, August (1844–1911), deutscher Nationalökonom
- Oncken, Dirk (1919–2015), deutscher Diplomat
- Oncken, Gerhard (1836–1898), deutscher Gutsbesitzer und Parlamentarier
- Oncken, Hermann (1869–1945), deutscher Historiker und politischer Publizist
- Oncken, Johann Gerhard (1800–1884), Baptistenpastor, Begründer der deutschen und kontinentaleuropäischen BaptistengemeindenJohann Gerhard Oncken (1800–1884)

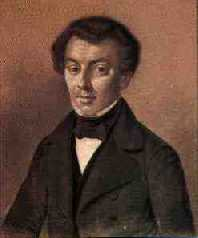
Johann Gerhard Oncken (1800–1884)

- Oncken, Onno (* 1955), deutscher Geologe und Träger des Leibnitz-Preises
- Oncken, Wilhelm (1838–1905), deutscher Historiker und Politiker (NLP), MdR
- Onclin, Gauthier (* 2001), belgischer Tennisspieler
- Öncü, Can (* 2003), türkischer Motorradrennfahrer
- Öncü, Deniz (* 2003), türkischer Motorradrennfahrer

### Ond
- Onda, Moku (1717–1762), japanischer Haushofmeister
- Onda, Yoshie (* 1982), japanische Eiskunstläuferin
- Onda, Yūichi (* 1980), japanischer Skilangläufer
- Ondaatje, Christopher (* 1933), kanadischer Geschäftsmann und Autor
- Ondaatje, Michael (* 1943), kanadischer Schriftsteller
- Ondak, Roman (* 1966), slowakischer Künstler
- Ondar, Kongar-ool Borissowitsch (1962–2013), tuwinischer Musiker und Politiker
- Ondarza, Henning von (* 1933), deutscher Militär, General der Bundeswehr
- Ondarza, Herbert von (1878–1971), deutscher Generalleutnant der Wehrmacht
- Ondedei, Giuseppe Zongo († 1674), italienischer und französischer römisch-katholischer Geistlicher und Bischof
- Onder, Bob (* 1962), US-amerikanischer Politiker
- Önder, Ferhan (* 1965), türkische Pianistin
- Önder, Ferzan (* 1965), türkische Pianistin
- Önder, Perihan (* 1960), türkische Komponistin und Musikwissenschaftlerin
- Önder, Sırrı Süreyya (1962–2025), türkischer Regisseur, Schauspieler, Journalist und Abgeordneter des türkischen ParlamentsSırrı Süreyya Önder (1962–2025)

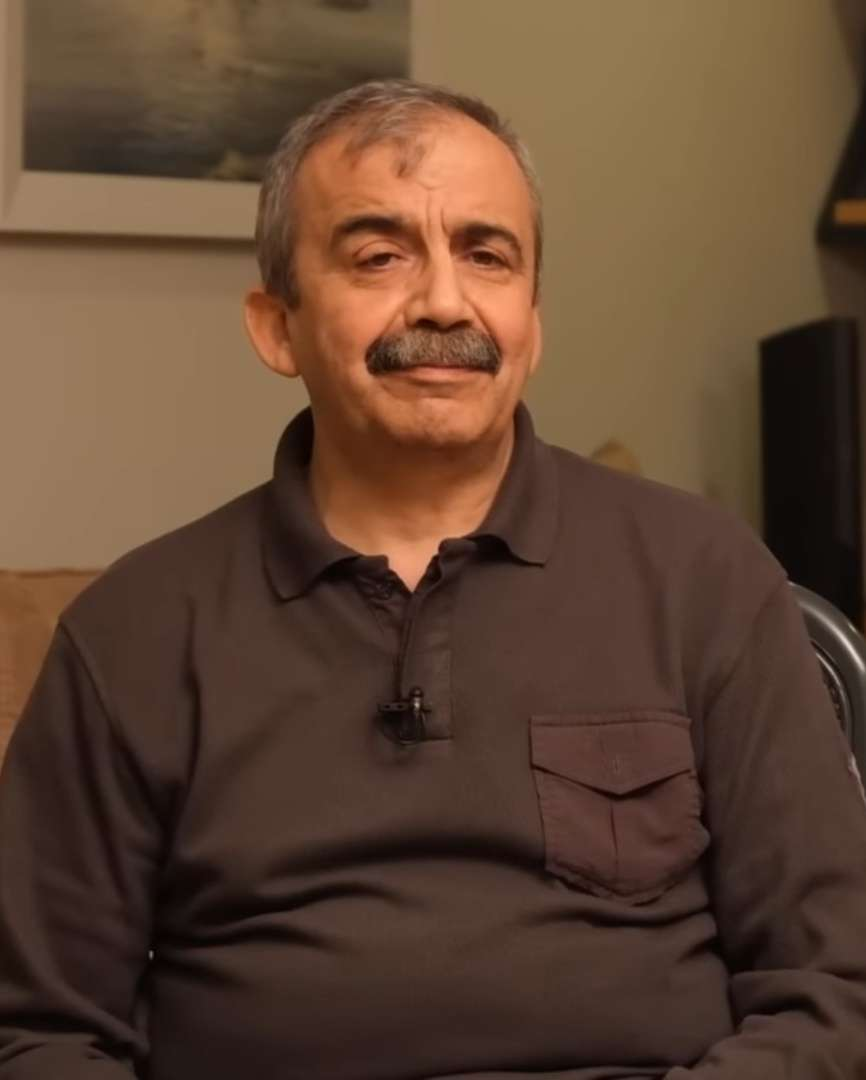
Sırrı Süreyya Önder (1962–2025)

- Önder, Tunay (* 1981), deutsche Soziologin, Autorin, Performerin und Kuratorin
- Ondera, Klaus (* 1946), deutscher Fußballspieler
- Onderdonk, Eleanor Rogers (1884–1964), US-amerikanische Malerin und Kuratorin
- Onderdonk, Julian (1882–1922), amerikanischer Maler
- Onderek, František (1888–1962), tschechischer römisch-katholischer Geistlicher
- Onderet, Maurice (1899–1982), belgischer Geiger und Musikpädagoge
- Ondereyck, Heinrich (1799–1876), deutscher Politiker
- Onderka, Radek (* 1973), tschechischer Fußballspieler
- Ondernard, Nicolas-Alexis (1756–1831), französischer römisch-katholischer Geistlicher, Bischof von Namurs
- Önderoğlu, Erol (* 1969), türkischer Journalist
- Ondertunum, Bernhard Bidonis filius de, Zeuge bei der Grenzziehung zwischen den Bistümern Hildesheim und Minden
- Ondetti, Miguel (1930–2004), argentinischer Chemiker
- Ondiek, Kennedy (1966–2011), kenianischer Leichtathlet
- Ondieki, Yobes (* 1961), kenianischer Langstreckenläufer
- Ondine (1937–1989), US-amerikanischer Schauspieler
- Ondjaki (* 1977), angolanischer Schriftsteller
- Ondo Bile, Pastor Micha (* 1952), äquatorialguineischer Politiker
- Ondó Edu, Bonifacio (1922–1969), äquatorialguineischer Politiker und Premierminister von Spanisch-Guinea
- Ondo Eyene, Jean-Vincent (* 1960), gabunischer Geistlicher, römisch-katholischer Bischof von Oyem
- Ondo, Daniel Ona (* 1945), gabunischer Politiker (PDG)
- Ondo, Purificación Angue (* 1946), äquatorialguineanische Diplomatin
- Ondoa, Fabrice (* 1995), kamerunischer Fußballspieler
- Ondoli, Chiara (* 1995), italienische Ruderin
- Ondono, Oriane (* 1996), französische Handballspielerin
- Ondoua, Gaël (* 1995), kamerunisch-russischer Fußballspieler
- Ondra, Adam (* 1993), tschechischer SportklettererAdam Ondra (* 1993)

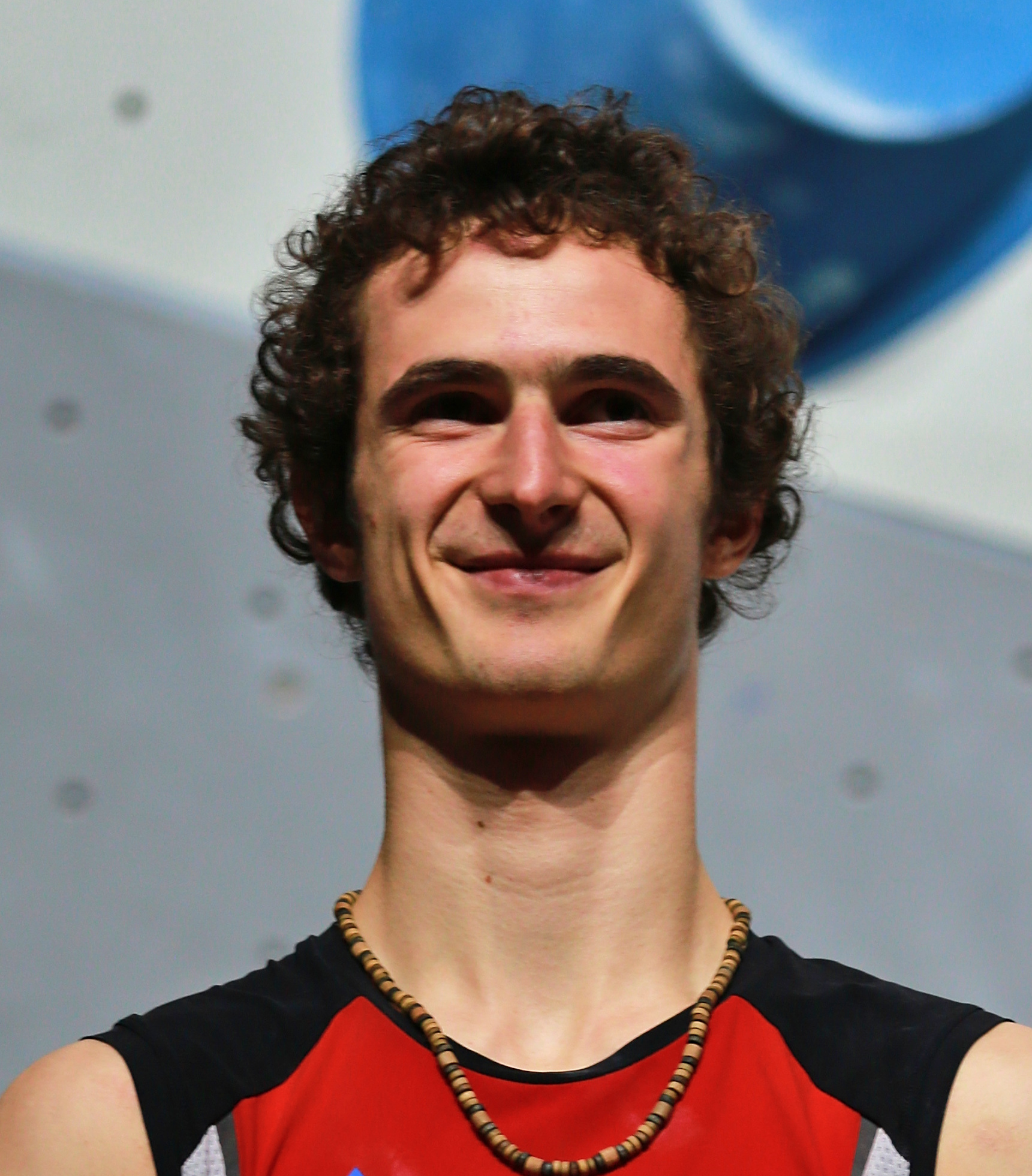
Adam Ondra (* 1993)

- Ondra, Anny (1902–1987), tschechisch-deutsche Schauspielerin
- Ondra, Jaroslav N. (1925–2000), tschechischer evangelischer Theologe und Hochschullehrer
- Ondra, Jiří (* 1957), tschechischer Fußballspieler
- Ondráš z Janovic († 1715), Robin Hood der Westbeskiden, ein Räuber und Volksheld
- Ondráš, Marcel (* 1985), slowakischer Fußballspieler
- Ondraschek, Adam (* 1986), deutsch-tschechischer Eishockeyspieler
- Ondrášek, Zdeněk (* 1988), tschechischer Fußballspieler
- Ondrášková, Zuzana (* 1980), tschechische Tennisspielerin
- Ondrechen, Mary Jo (* 1953), US-amerikanische Chemikerin und Hochschullehrerin
- Ondrej, Maria (* 1965), deutsche bildende Künstlerin
- Ondrej, Vlado (* 1962), slowakischer bildender Künstler
- Ondrejka, Jacob (* 2002), schwedischer Fußballspieler
- Ondrejka, Martin (* 1972), deutsch-britischer Eishockeyspieler
- Ondříček, David (* 1969), tschechischer Filmregisseur, Drehbuchautor und Filmproduzent
- Ondříček, Emanuel (1880–1958), tschechischer Geiger, Musikpädagoge und Komponist
- Ondříček, František (1857–1922), tschechischer Geiger und Komponist
- Ondříček, Ignác (1807–1871), tschechischer Geiger und Kapellmeister
- Ondříček, Jan (1832–1900), tschechischer Kapellmeister, Geiger und Musikpädagoge
- Ondříček, Miroslav (1934–2015), tschechischer Kameramann
- Ondříček, Stanislav (1885–1953), tschechischer Geiger und Musikpädagoge
- Ondříčková, Marie (1870–1957), tschechische Geigerin und Musikpädagogin
- Ondroušek, Jaroslav (1923–1943), tschechoslowakischer Widerstandskämpfer gegen die deutsche Okkupation
- Ondrová, Viktorie (* 2005), tschechische Stabhochspringerin
- Ondruš, Anton (* 1950), slowakischer Fußballspieler und Spielerberater
- Ondrus, Ben (* 1982), kanadischer Eishockeyspieler
- Ondrusch, Paul (1875–1952), deutscher Bildhauer
- Ondruschka, Florian (* 1987), deutscher Eishockeyspieler
- Ondrusek, Logan (* 1985), US-amerikanischer Baseball-Spieler
- Ondruska, Marcos (* 1972), südafrikanischer Tennisspieler
- Ondrušová, Lucia (* 1988), slowakische Fußballspielerin
- Öndül, Hüsnü (* 1953), türkischer Rechtsanwalt

### One
- One (* 1986), japanischer Mangaka
- One Man Gang (* 1960), US-amerikanischer Wrestler
- One Pound Fish Man (* 1981), pakistanischer Kaufmann und Sänger
- One-Zero-Six-Nine (1945–2015), Leipziger Original
- Onea Gáspár, Edgar (* 1980), deutscher germanistischer Linguist
- Onea, Andreas Daniel (* 1992), österreichischer Para-Schwimmer und ModeratorAndreas Daniel Onea (* 1992)

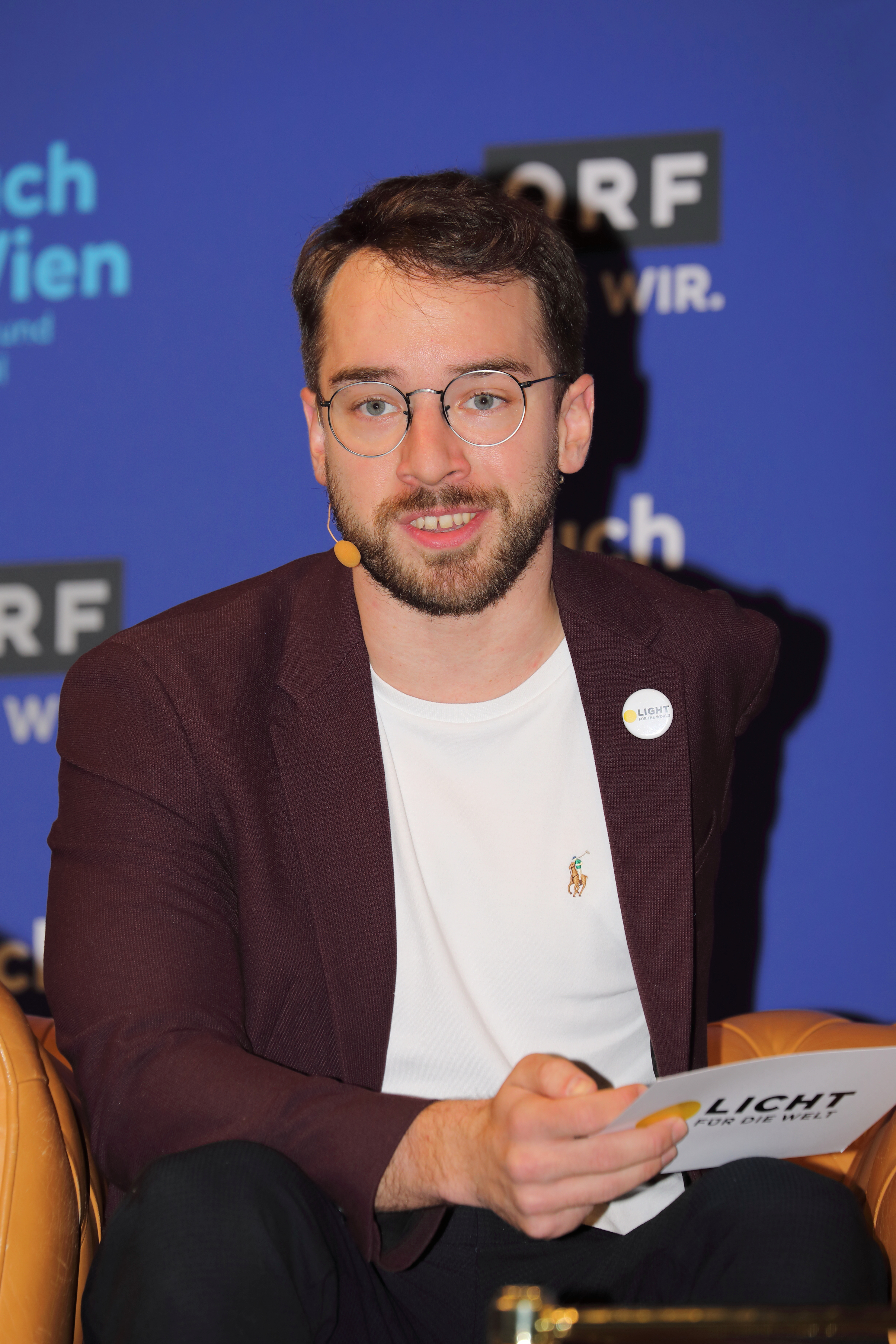
Andreas Daniel Onea (* 1992)

- O’Neal Gear, Kathleen (* 1954), US-amerikanische Historikerin und Schriftstellerin
- O’Neal Greenhow, Rose (1815–1864), Spionin im Amerikanischen Bürgerkrieg
- O’Neal, A. Daniel (1936–2017), US-amerikanischer Regierungsbediensteter und Manager
- O’Neal, Alexander (* 1953), US-amerikanischer R&B-SängerAlexander O’Neal (* 1953)

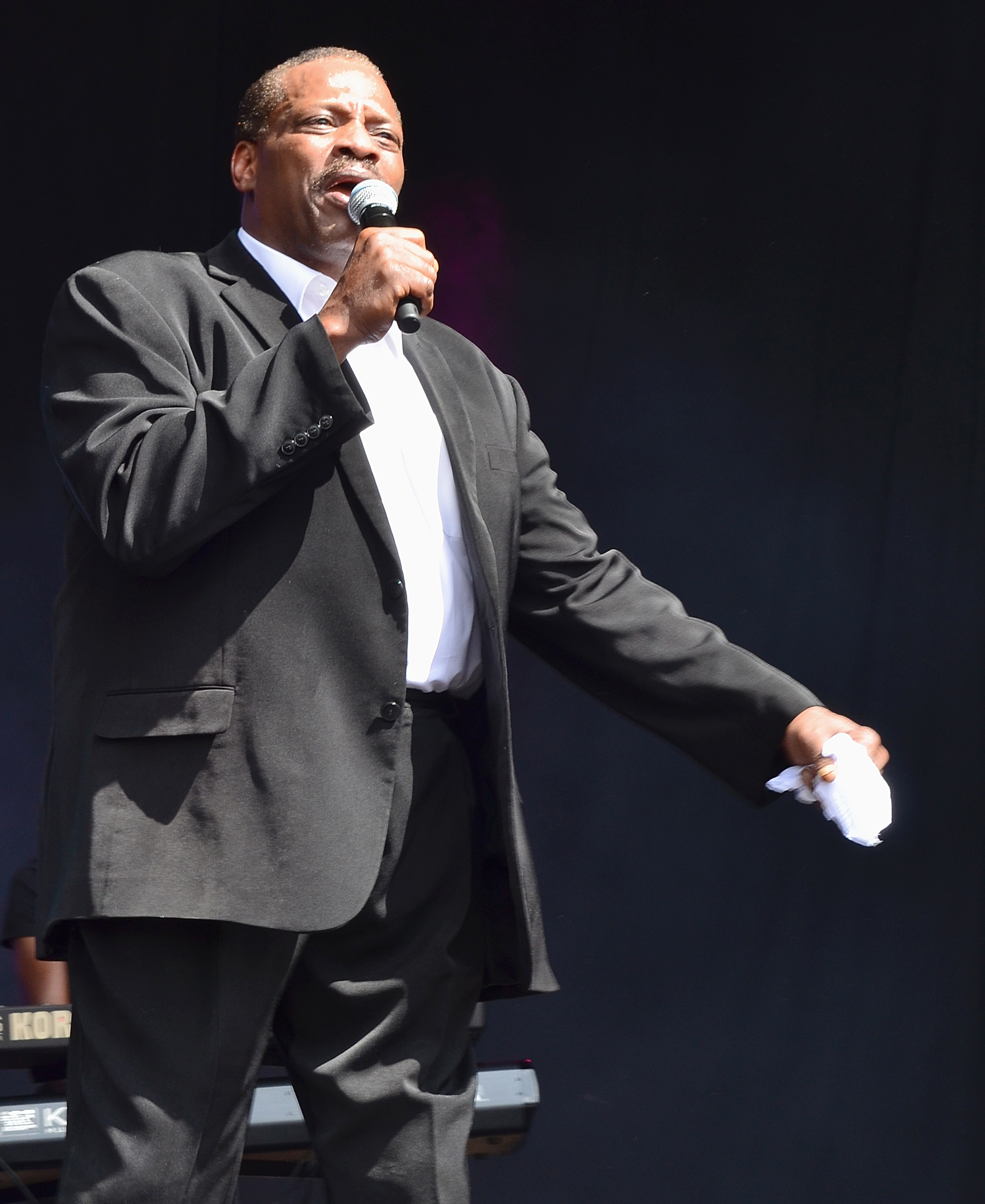
Alexander O’Neal (* 1953)

- O’Neal, Charles (1904–1996), US-amerikanischer Drehbuch- und Romanautor
- O’Neal, Chris (* 1994), US-amerikanischer Schauspieler, Sänger und Komponist
- O’Neal, Dave (1937–2021), US-amerikanischer Politiker
- O’Neal, Edward A. (1818–1890), US-amerikanischer Politiker
- O’Neal, Emmet (1853–1922), US-amerikanischer Politiker und Gouverneur des Bundesstaates Alabama
- O’Neal, Emmet (1887–1967), US-amerikanischer Diplomat und Politiker
- O’Neal, Frederick (1905–1992), US-amerikanischer Schauspieler
- O’Neal, Griffin (* 1964), US-amerikanischer Schauspieler
- O’Neal, Ivan († 2024), Politiker in St. Vincent und den Grenadinen
- O’Neal, James (1949–1998), US-amerikanischer Opernsänger (Tenor)
- O’Neal, Jamie (* 1966), australische Country-Sängerin und -Songschreiberin
- O’Neal, Jermaine (* 1978), US-amerikanischer Basketballspieler
- O’Neal, Jim (* 1948), US-amerikanischer Bluesexperte, Autor, Musikproduzent und Labelbetreiber
- O’Neal, Johnny (* 1956), US-amerikanischer Jazzpianist und Sänger
- O’Neal, Justin (* 1977), US-amerikanischer Tennisspieler
- O’Neal, Lorenzo (* 1988), österreichischer Basketballspieler
- O’Neal, Maston E. (1907–1990), US-amerikanischer Politiker
- O’Neal, Patrice (1969–2011), US-amerikanischer Schauspieler und Komiker
- O’Neal, Patrick (1927–1994), US-amerikanischer Theater- und Filmschauspieler
- O’Neal, Ralph Telford (1933–2019), britischer Politiker, Chief Minister der Britischen Jungferninseln
- O’Neal, Renaldo (* 1961), US-amerikanisch-österreichischer Basketballtrainer und ehemaliger -spieler
- O’Neal, Ron (1937–2004), US-amerikanischer Schauspieler
- O’Neal, Ryan (1941–2023), US-amerikanischer Schauspieler
- O’Neal, Shaquille (* 1972), US-amerikanischer Basketballspieler, Schauspieler und RapperShaquille O’Neal (* 1972)

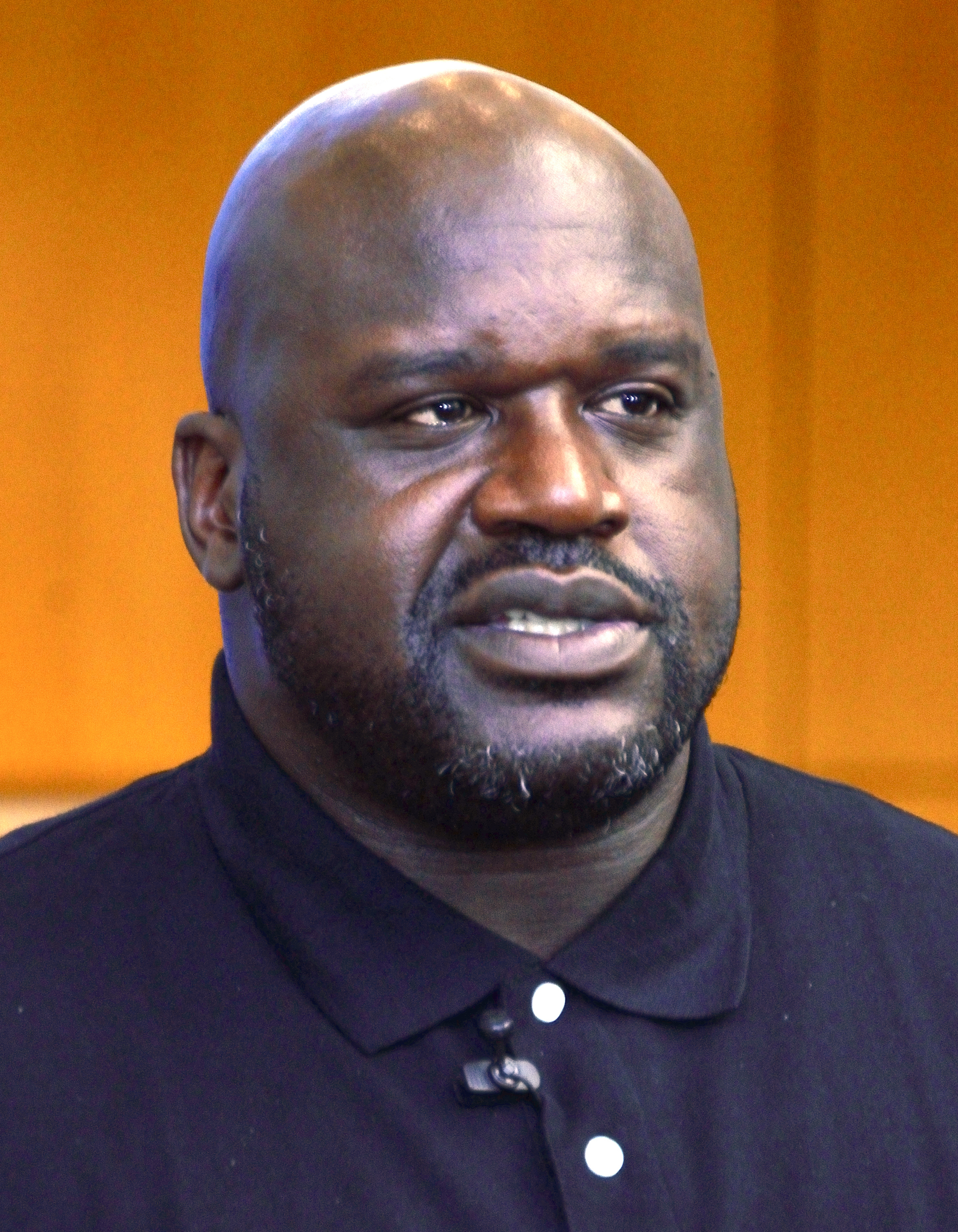
Shaquille O’Neal (* 1972)

- O’Neal, Stanley (* 1951), US-amerikanischer Manager, Chief Executive Officer von Merrill Lynch (2002–2007)
- O’Neal, Tatum (* 1963), US-amerikanische Schauspielerin
- O’Neale, Lila (1886–1948), US-amerikanische Kulturanthropologin und Ethnologin
- O’Neale, Royce (* 1993), US-amerikanischer Basketballspieler
- O’Neall, John H. (1838–1907), US-amerikanischer Politiker
- O’Neddy, Philothée (1811–1875), französischer Schriftsteller
- Onega, Ermindo (1940–1979), argentinischer Fußballspieler
- Onegesios, Ranghoher Hunne
- Onégin, Sigrid (1889–1943), deutsche Opern- und Konzertsängerin (Alt)
- O’Neil Cleary, Roddy (1932–2021), US-amerikanische Theologin
- O’Neil, April (* 1987), US-amerikanische PornodarstellerinApril O’Neil (* 1987)

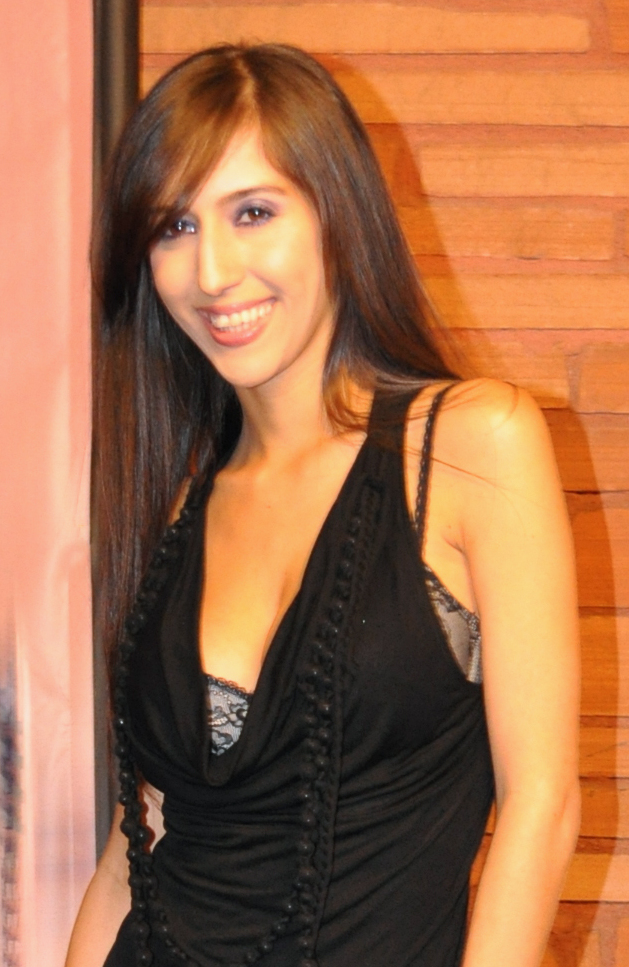
April O’Neil (* 1987)

- O’Neil, Barbara (1910–1980), US-amerikanische Schauspielerin
- O’Neil, Brian (* 1972), schottischer Fußballspieler
- O’Neil, Cathy (* 1972), US-amerikanische Mathematikerin und Autorin
- O’Neil, Chris (* 1956), australische Tennisspielerin
- O’Neil, Dennis (1939–2020), US-amerikanischer Schriftsteller, Comicautor und Herausgeber
- O’Neil, Dennis Patrick (1940–2003), US-amerikanischer Geistlicher, Weihbischof in San Bernardino
- O’Neil, Dorothy (* 1930), US-amerikanische Badmintonspielerin
- O’Neil, Emilee (* 1983), US-amerikanische Fußballspielerin
- O’Neil, Gary (* 1983), englischer Fußballspieler und -trainer
- O’Neil, John (1898–1950), US-amerikanischer Rugby-Union-Spieler
- O’Neil, Joseph H. (1853–1935), US-amerikanischer Politiker
- O’Neil, Kitty (1946–2018), US-amerikanische Rennfahrerin und Stuntfrau
- O’Neil, Leo Edward (1928–1997), US-amerikanischer Geistlicher, Bischof von Manchester
- O’Neil, Melissa (* 1988), kanadische SchauspielerinMelissa O’Neil (* 1988)

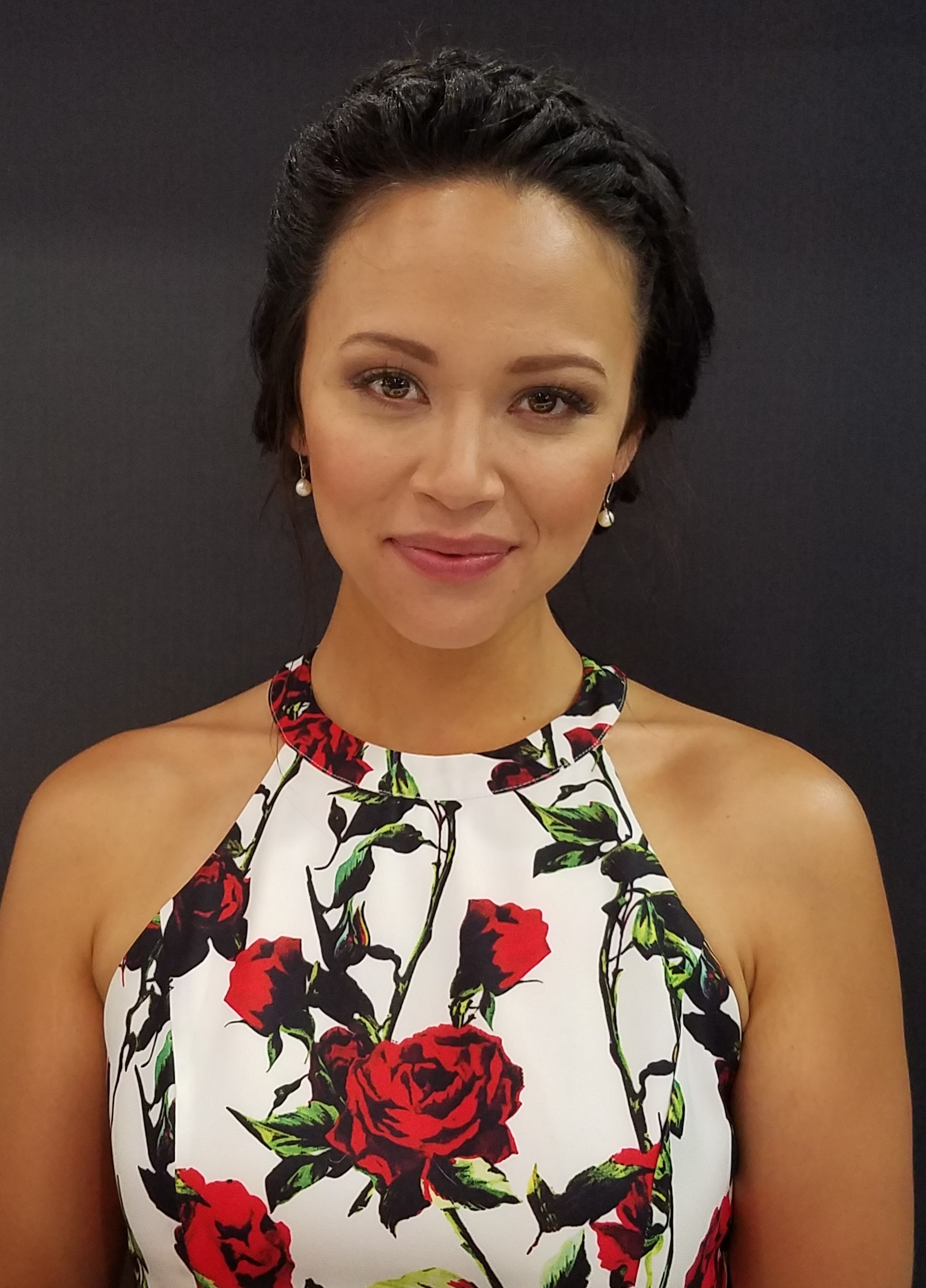
Melissa O’Neil (* 1988)

- O’Neil, Peggy (1898–1960), irisch-amerikanische Schauspielerin des Vaudeville
- O’Neil, Thomas Michael (* 1940), US-amerikanischer Physiker
- O’Neil, Titus (* 1977), US-amerikanischer Wrestler
- O’Neil, Tricia (* 1945), US-amerikanische Schauspielerin
- O’Neil, William (1927–2020), kanadischer UN-Funktionär
- O’Neill of Kinard, Felim († 1652), irischer Rebellenführer
- O’Neill, Aiden (* 1998), australischer Fußballspieler irischer Abstammung
- O’Neill, Alexandre (1924–1986), portugiesischer Lyriker irischer Abstammung
- O’Neill, Amy (* 1971), US-amerikanische Schauspielerin
- O’Neill, Arthur Joseph (1917–2013), US-amerikanischer Geistlicher, Bischof von Rockford
- O’Neill, Barbara (* 1953), australische Pseudomedizinerin
- O’Neill, Brandon (* 1994), australischer Fußballspieler
- O’Neill, Brian (* 1988), US-amerikanischer Eishockeyspieler
- O’Neill, Brian (* 1995), US-amerikanischer American-Football-Spieler
- O’Neill, C. William (1916–1978), US-amerikanischer Jurist und Politiker
- O’Neill, Caroline (* 1958), britische Schauspielerin
- O’Neill, Charles (1821–1893), US-amerikanischer Politiker
- O’Neill, Christopher (* 1974), britisch-amerikanischer GeschäftsmannChristopher O’Neill (* 1974)

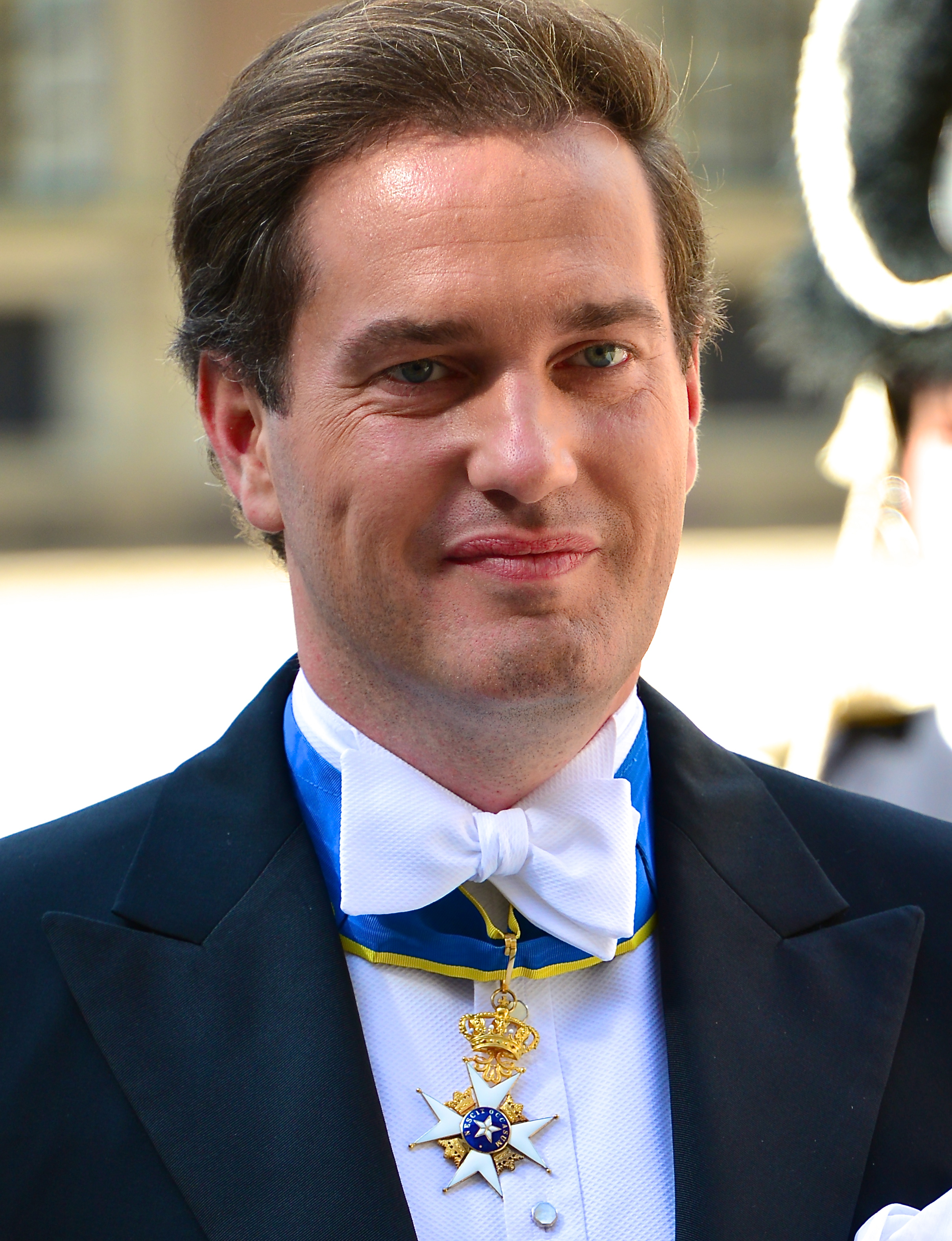
Christopher O’Neill (* 1974)

- O’Neill, Colin (* 1948), britischer Hürdenläufer und Sprinter
- O’Neill, Colman E. (1929–1987), irischer Theologe
- O’Neill, Con (* 1966), britischer Schauspieler und Musicaldarsteller
- O’Neill, Darren (* 1985), irischer Boxer
- O’Neill, Dick (1928–1998), US-amerikanischer Schauspieler
- O’Neill, Ed (* 1946), US-amerikanischer SchauspielerEd O’Neill (* 1946)

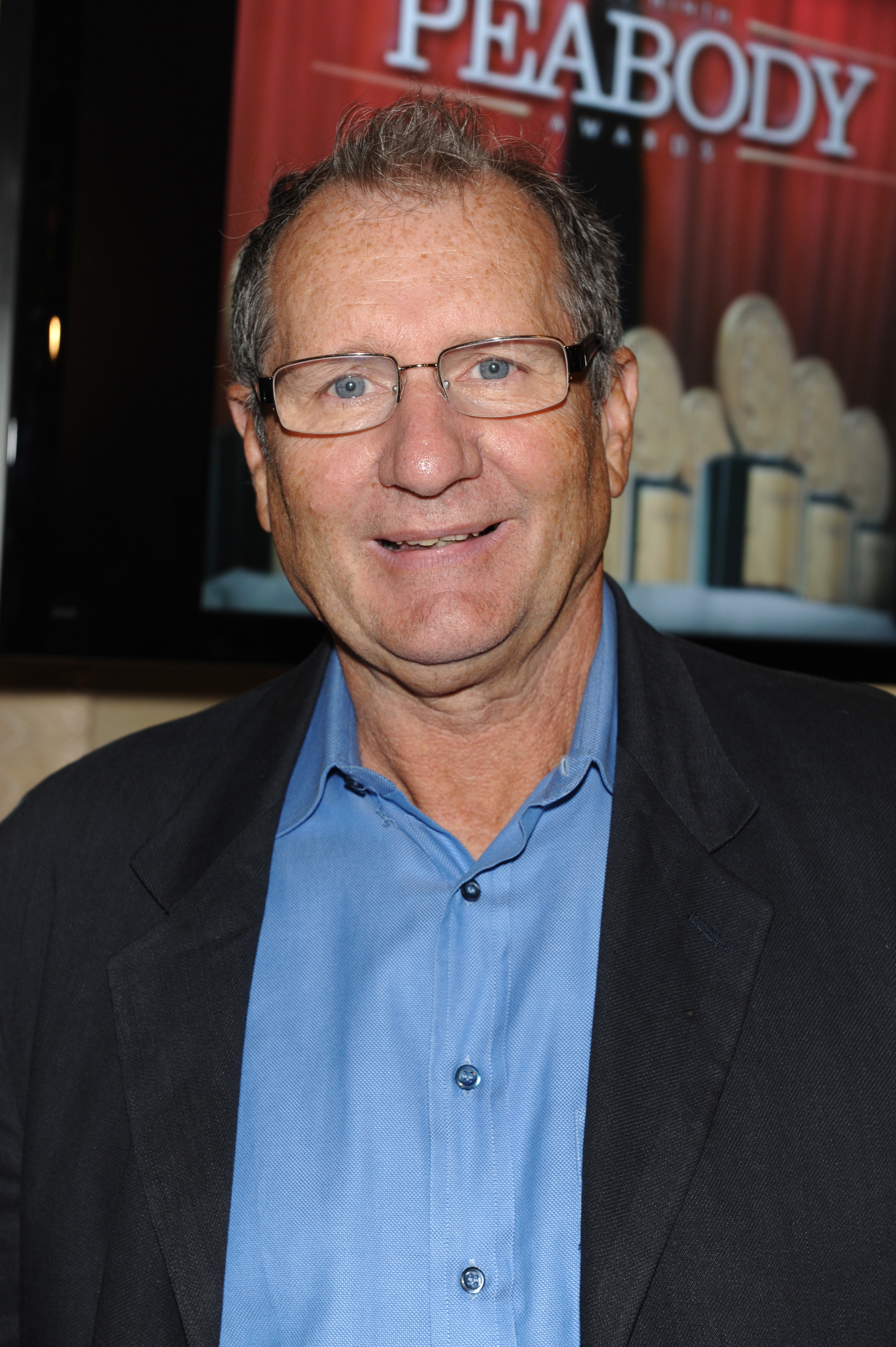
Ed O’Neill (* 1946)

- O’Neill, Eduardo, uruguayischer Politiker
- O’Neill, Edward J. (1902–1979), US-amerikanischer Generalleutnant (U.S. Army)
- O’Neill, Edward L. (1903–1948), US-amerikanischer Politiker
- O’Neill, Eliza (1791–1872), irische Theaterschauspielerin
- O’Neill, Eugene (1888–1953), US-amerikanischer Dramatiker
- O’Neill, Evelyn, US-amerikanische Filmproduzentin
- O’Neill, Fabián (1973–2022), uruguayischer Fußballspieler
- O’Neill, Francis (1848–1936), irisch-amerikanischer Polizeioffizier, Musiker und Herausgeber
- O’Neill, Gerard Kitchen (1927–1992), US-amerikanischer Physiker und Raumfahrtpionier
- O’Neill, Harry P. (1889–1953), US-amerikanischer Politiker
- O’Neill, Henry (1891–1961), US-amerikanischer Schauspieler
- O’Neill, Jack (1923–2017), US-amerikanischer Unternehmer
- O’Neill, James, britischer Musiker
- O’Neill, Jamie (* 1962), irischer Schriftsteller und Journalist
- O’Neill, Jamie (* 1986), englischer Snookerspieler
- O’Neill, Jeff (* 1976), kanadischer Eishockeyspieler und Sportkommentator
- O’Neill, Jennifer (* 1948), US-amerikanische Filmschauspielerin und Fotomodell brasilianischer HerkunftJennifer O’Neill (* 1948)

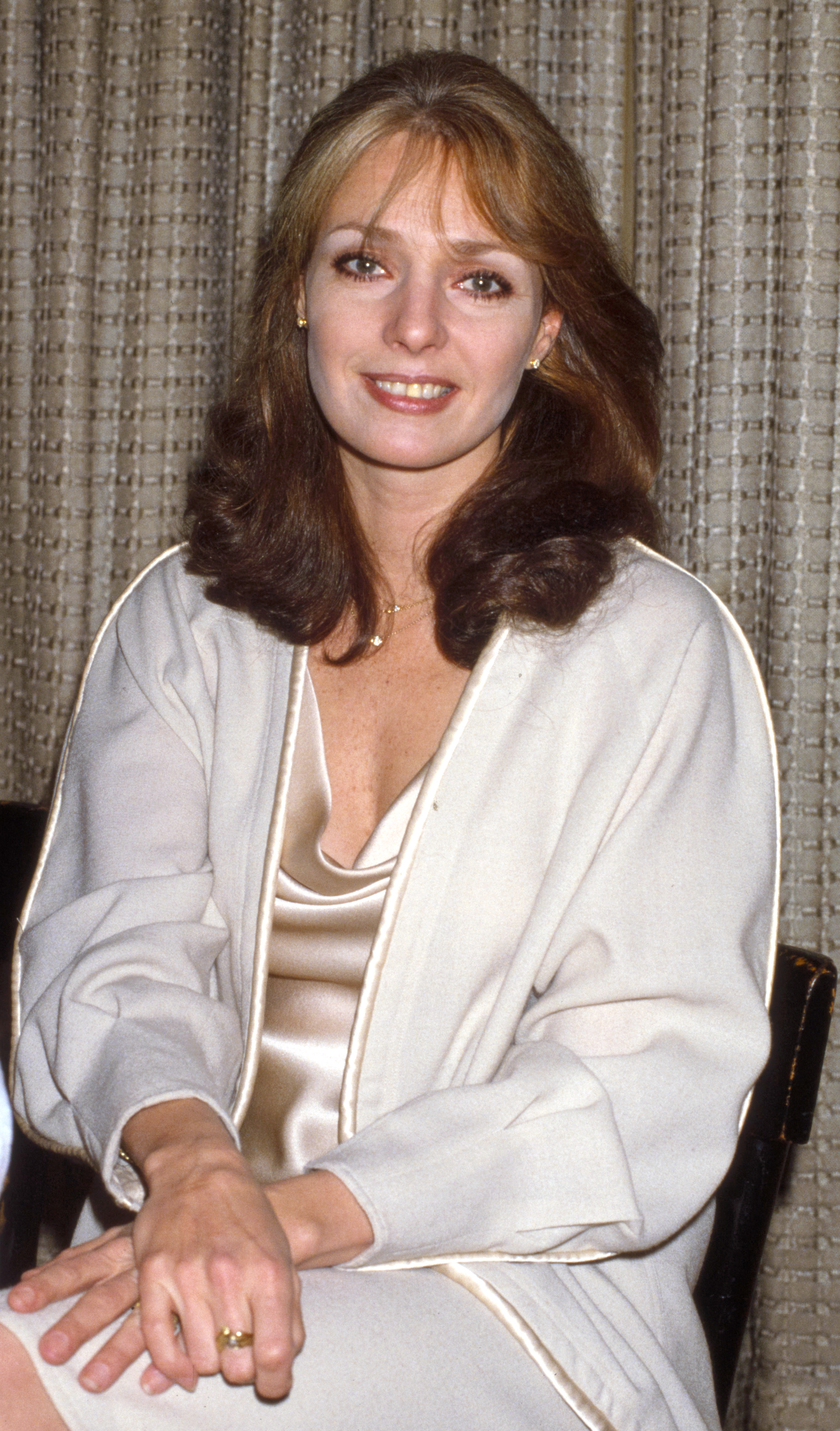
Jennifer O’Neill (* 1948)

- O’Neill, Jim (* 1957), englischer Ökonom und Politiker
- O’Neill, John (1822–1905), US-amerikanischer Politiker
- O’Neill, John (* 1958), nordirischer Fußballspieler und -trainer
- O’Neill, John Joseph (1846–1898), US-amerikanischer Politiker
- O’Neill, John P. (1952–2001), US-amerikanischer Anti-Terrorismus-Experte und FBI-Spezialagent
- O’Neill, John Patton (* 1942), US-amerikanischer Ornithologe und Vogelillustrator
- O’Neill, Joseph (* 1964), irischer Schriftsteller und Jurist
- O’Neill, Kate (* 1980), US-amerikanische Langstreckenläuferin
- O’Neill, Kevin (* 1961), US-amerikanischer Regisseur, Produzent und Effekteersteller
- O’Neill, Kristen (* 1983), US-amerikanische Basketballspielerin
- O’Neill, Laurence (1874–1943), irischer Politiker
- O’Neill, Louise (* 1985), irische Schriftstellerin
- O’Neill, Madeleine, englische Tennisspielerin
- O’Neill, Maeve (* 2004), irische Mittelstreckenläuferin
- O’Neill, Maggie (* 1962), britische Schauspielerin
- O’Neill, Máire (1885–1952), irische Theater- und Filmschauspielerin
- O’Neill, Maria (1873–1932), portugiesische Autorin, Journalistin, Feministin, Theosophin und Spiritistin
- O’Neill, Martin (* 1952), nordirischer Fußballspieler und -trainer
- O’Neill, Martin, Baron O’Neill of Clackmannan (1945–2020), britischer Politiker
- O’Neill, Matthew, US-amerikanischer Dokumentarfilmer, Filmproduzent und Kameramann
- O’Neill, Michael (* 1951), US-amerikanischer SchauspielerMichael O’Neill (* 1951)

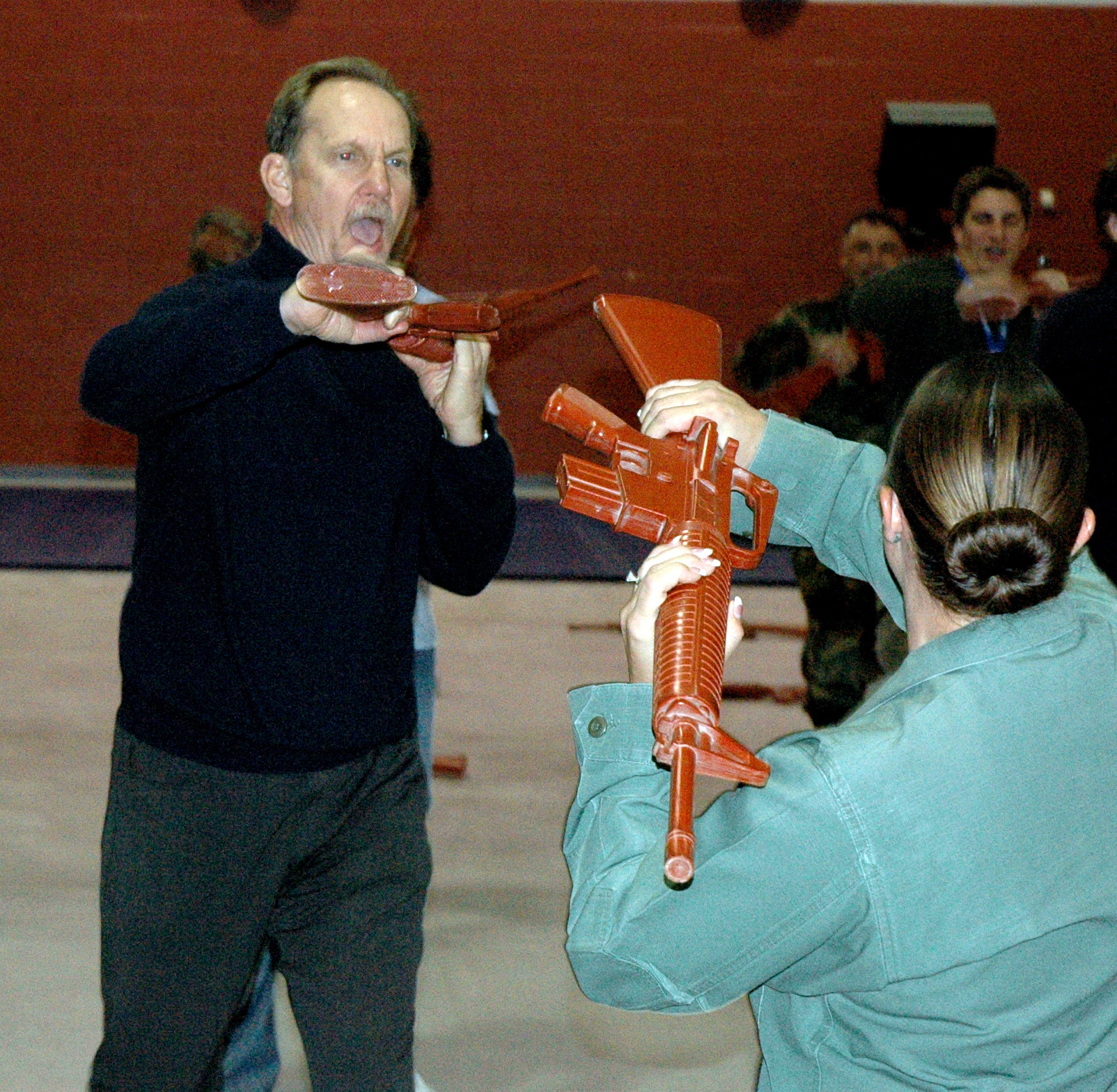
Michael O’Neill (* 1951)

- O’Neill, Michael (* 1969), nordirischer Fußballspieler und -trainer
- O’Neill, Michael Cornelius (1898–1983), kanadischer Geistlicher, römisch-katholischer Erzbischof von Regina
- O’Neill, Michael W. (1940–2003), US-amerikanischer Geotechniker
- O’Neill, Michelle (* 1977), nordirische Politikerin (Sinn Féin), Mitglied der Nordirlandversammlung
- O’Neill, Michelle (* 1978), irische Fußballschiedsrichterassistentin
- O’Neill, Mike (1938–2013), britischer Musiker und Songwriter
- O’Neill, Nathan (* 1974), australischer Radrennfahrer
- O’Neill, Neil (1658–1690), irischer Adliger und Militär
- O’Neill, Onora, Baroness O’Neill of Bengarve (* 1941), britische Philosophin, Hochschullehrerin und Politikerin
- O’Neill, Oona (1925–1991), US-amerikanische Gelegenheitsdarstellerin, vierte Ehefrau von Charlie ChaplinOona O’Neill (1925–1991)

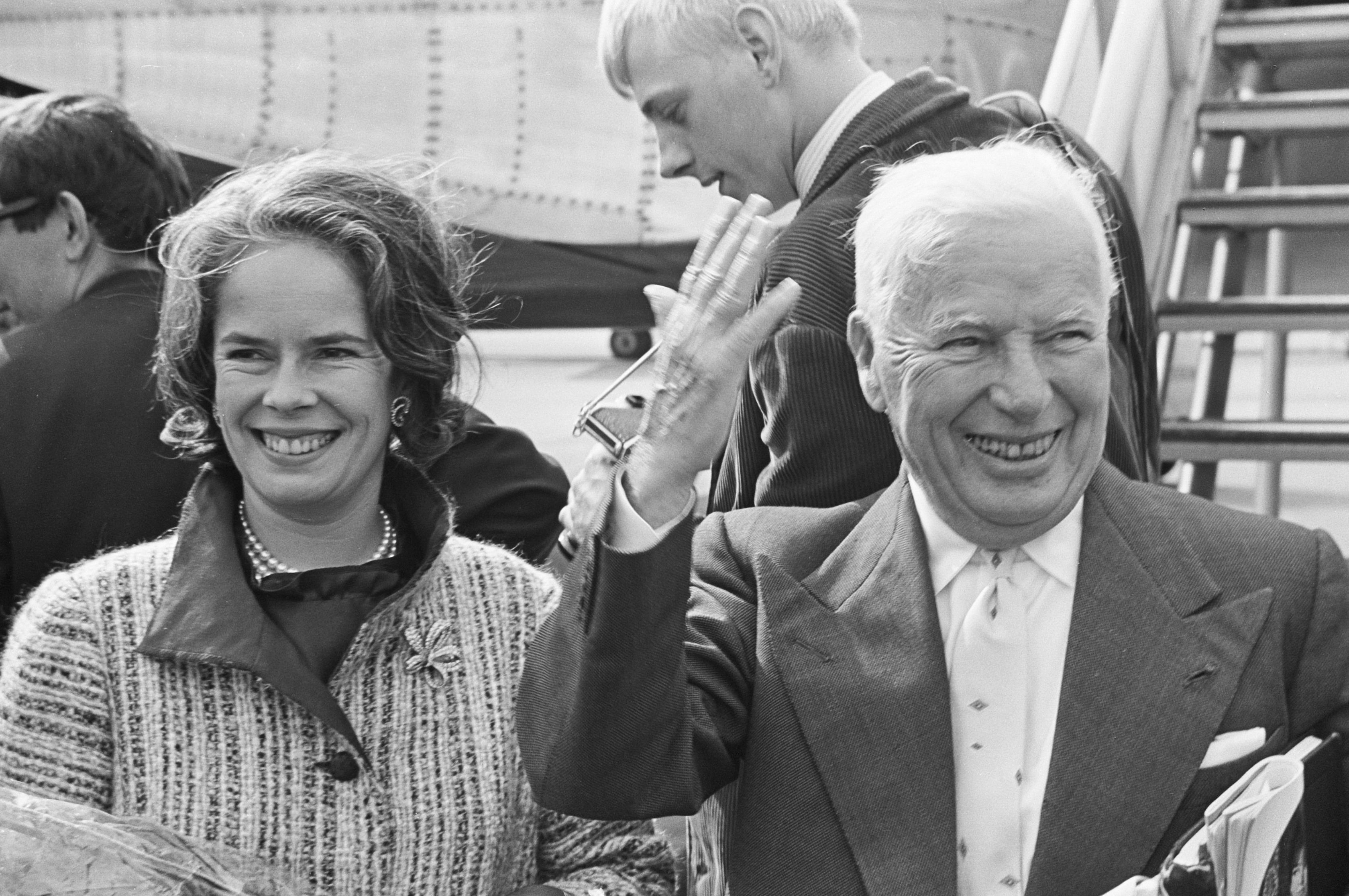
Oona O’Neill (1925–1991)

- O’Neill, Paul (1935–2020), US-amerikanischer Finanzminister
- O’Neill, Paul (1956–2017), US-amerikanischer Komponist, Songwriter und Musikproduzent
- O’Neill, Peter (* 1965), papua-neuguineischer Politiker
- O’Neill, Richard, US-amerikanischer Bratschist
- O’Neill, Riley (* 1985), kanadischer Fußballspieler
- O’Neill, Robert (* 1976), US-amerikanischer Soldat
- O’Neill, Robert J. (1936–2023), australischer Offizier und Militärhistoriker
- O’Neill, Rose (1874–1944), US-amerikanische Künstlerin und Frauenrechtlerin
- O’Neill, Sean (* 1967), US-amerikanischer Tischtennisspieler und -trainer
- O’Neill, Sean (* 1981), nordirischer Snookerspieler
- O’Neill, Susan (* 1990), irische Singer-Songwriterin
- O’Neill, Susie (* 1973), australische Schwimmerin
- O’Neill, Terence (1914–1990), nordirischer Politiker und Premierminister
- O’Neill, Terry (1938–2019), britischer FotografTerry O’Neill (1938–2019)

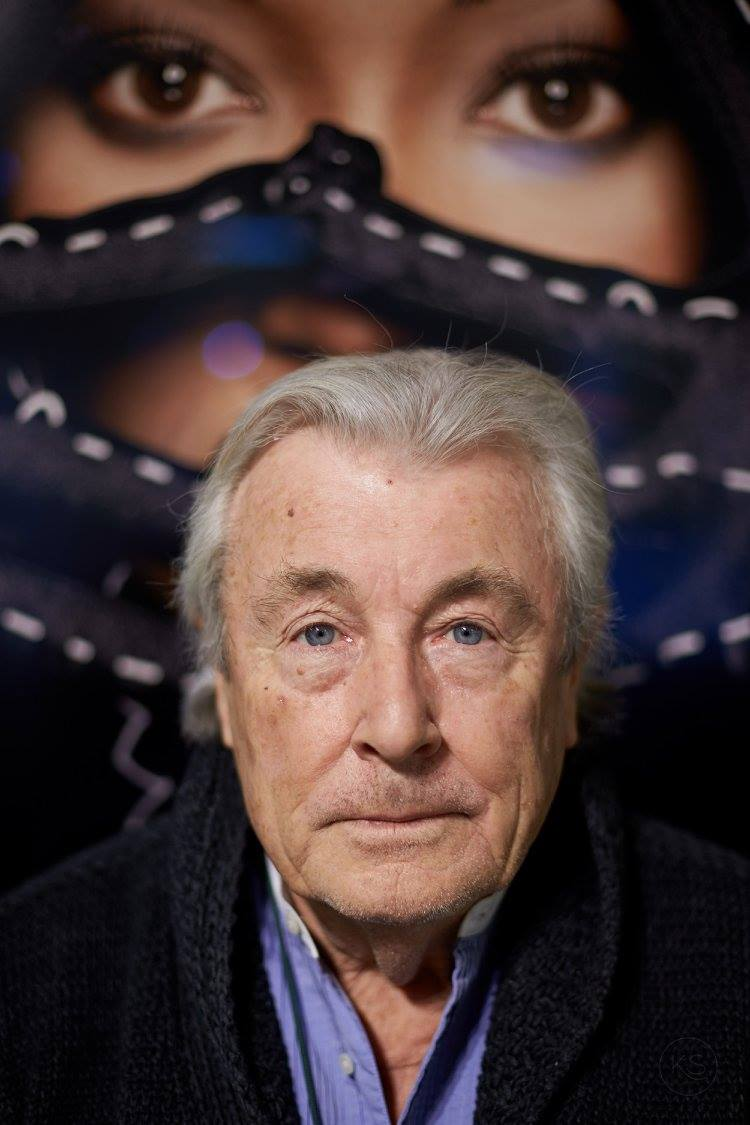
Terry O’Neill (1938–2019)

- O’Neill, Thomas P. (* 1944), US-amerikanischer Politiker
- O’Neill, Tip (1912–1994), US-amerikanischer Politiker
- O’Neill, Tony (* 1978), englischer Autor
- O’Neill, William A. (1930–2007), US-amerikanischer Offizier und Politiker
- O’Neill, William L. (1935–2016), US-amerikanischer Sozial- und Politikhistoriker
- O’Neill, William P. (1874–1955), US-amerikanischer Politiker
- Onejiru, kenianische Musikerin
- Oneohtrix Point Never (* 1982), US-amerikanischer Experimentalmusiker und Filmkomponist
- Öner, Ahmet (* 1971), türkischer Boxer und Boxpromoter
- Öner, Alper (* 1976), deutscher Kardiologe
- Öner, Begüm (* 1989), türkische Schauspielerin
- Öner, Erdi (* 1986), türkischer Fußballspieler
- Öner, Kenan (* 1973), türkischer Boxer
- Onerva, L. (1882–1972), finnische Schriftstellerin
- Önes, Baris (* 1985), deutscher Politiker (SPD), MdHB
- Onescu, Cornel (1920–1993), rumänischer Politiker (PCR)
- Onesikritos, griechischer Schriftsteller
- Onesimos, griechischer Vasenmaler
- Onesimus, im Neuen Testament erwähnter Sklave
- Onesimus, Heiliger und legendärer Bischof von Ephesos oder Byzantium
- Onesiphoros, Heiliger der christlichen Kirche und Märtyrer
- Onesos, antiker griechischer Bronzeschmied
- Onesta, Claude (* 1957), französischer Handballspieler und -trainer
- Onesta, Gérard (* 1960), französischer Politiker, MdEP, Stellvertretender Präsident des Europäischen Parlaments
- Onesti, Giulio (1912–1981), italienischer Sportfunktionär
- Oneto, Marco (* 1982), chilenischer Handballspieler
- Oneto, Vanina (* 1973), argentinische Hockeyspielerin
- Onetorides, griechischer Bildhauer
- Onetti, Juan Carlos (1909–1994), uruguayischer Journalist und Schriftsteller
- Onetto, María (1966–2023), argentinische Schauspielerin
- Onew (* 1989), südkoreanischer Sänger, Songwriter, Schauspieler und Moderator
- Öney, Benan (* 1940), türkischer Fußballspieler
- Öney, Bilkay (* 1970), deutsche Politikerin (SPD), MdA
- Öney, Taylan (1947–2016), deutscher Mediziner

### Onf
- Onfim, zeichnendes Kind in Nowgorod
- Onfray, Michel (* 1959), französischer PhilosophMichel Onfray (* 1959)

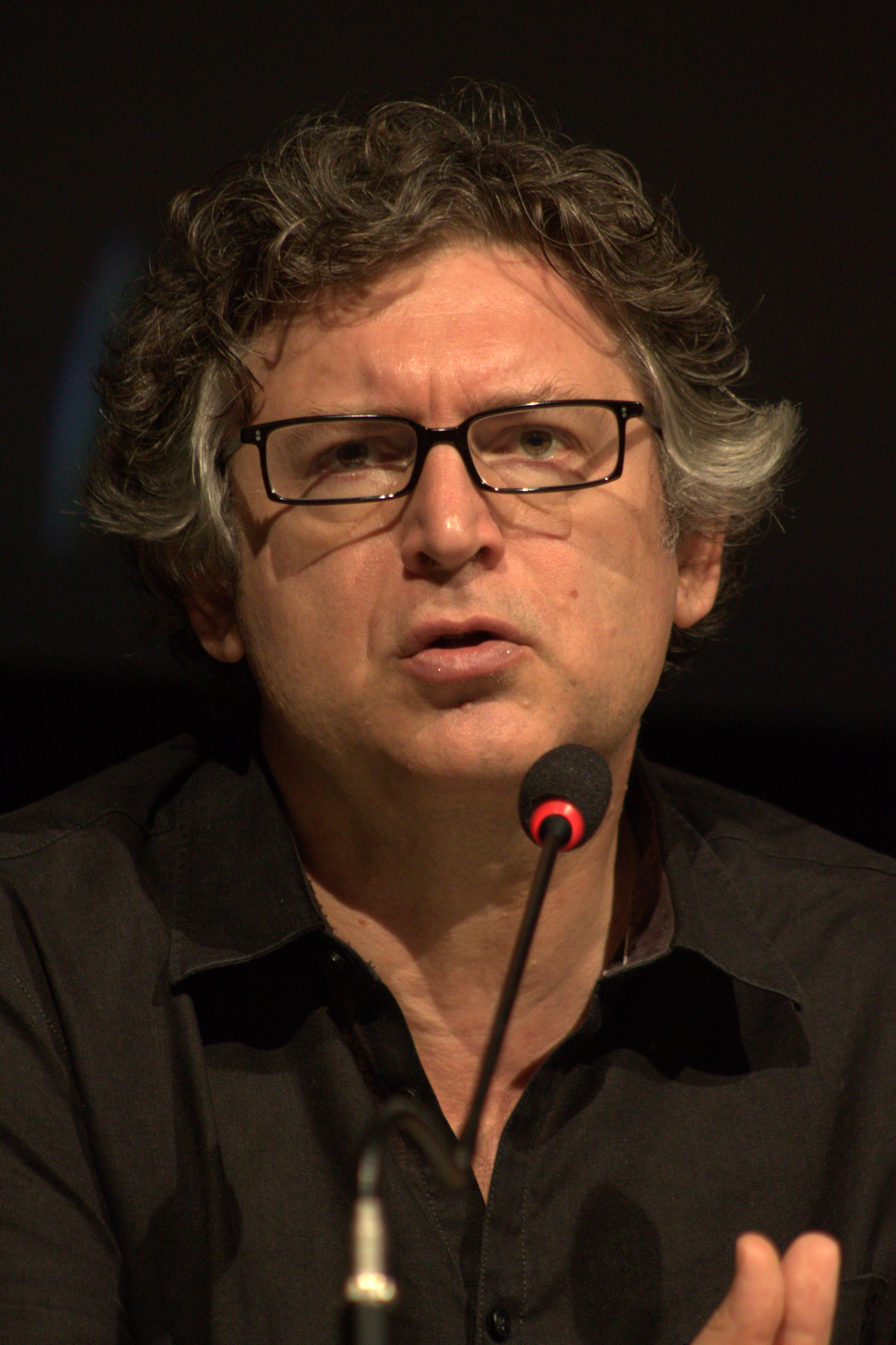
Michel Onfray (* 1959)

- Onfroi de Vieilles, Herr der Honneur Beaumont
- Onfroy, Théophile (* 1992), französischer Ruderer
- Onfroy, Valentin (* 1993), französischer Ruderer

### Ong
- Ong Ewe Chye (* 1965), malaysischer Badmintonspieler
- Ong Hock Eng (1933–2022), malaysischer Sportschütze
- Ong Ka Ting (* 1956), malaysischer Politiker, Minister für Wohnungswesen und Kreisverwaltung
- Ong Kham († 1759), König des Königreichs Luang Phrabang
- Ong Long († 1767), König des laotischen Königreichs Vientiane
- Ong Tiong Oh (* 1953), bruneiischer Geschäftsmann
- Ong, Aihwa (* 1950), malaysisch-US-amerikanische Anthropologin
- Ong, Beng Teong (* 1962), malaysischer Badmintonspieler
- Ong, Bob, philippinischer Autor
- Ong, Eng Hong (* 1935), malaysischer Badmintonspieler
- Ong, Ewe Hock (* 1972), malaysischer Badmintonspieler
- Ong, Glenn (* 2003), singapurischer Fußballspieler
- Ong, Hock Sim (1913–1978), malaysischer Badmintonspieler
- Ong, Jarrel (* 2002), singapurischer Fußballspieler
- Ong, Jian Guo (* 1989), malaysischer Badmintonspieler
- Ong, Keng Yong (* 1955), singapurischer Diplomat
- Ong, Nai Phuan (* 1948), US-amerikanischer Physiker
- Ong, Poh Lim (1921–2003), singapurischer Badmintonspieler
- Ong, Rachel (* 1972), singapurische Politikerin (PAP) und Abgeordnete
- Ong, Rae Mun (* 1970), australischer Badmintonspieler
- Ong, Ren Ne (* 1997), singapurische Badmintonspielerin
- Ong, Soon Hock (* 1985), malaysischer Badmintonspieler
- Ong, Suan-Li, britische Schauspielerin und Model
- Ong, Teng Cheong (1936–2002), singapurischer Politiker, Präsident von Singapur
- Ong, Walter J. (1912–2003), amerikanischer Geistlicher (katholisch), Literaturwissenschaftler und Medientheoretiker
- Ong, Ye Kung (* 1969), singapurischer Politiker
- Ong, Yew Sin (* 1995), malaysischer Badmintonspieler
- Ongais, Danny (1942–2022), US-amerikanischer Automobilrennfahrer
- Onganía, Juan Carlos (1914–1995), argentinischer Politiker und DiktatorJuan Carlos Onganía (1914–1995)

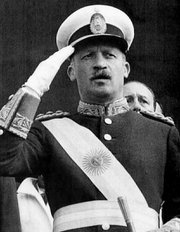
Juan Carlos Onganía (1914–1995)

- Ongarato, Alberto (* 1975), italienischer Radrennfahrer
- Ongarato, Franco (* 1949), italienischer Radrennfahrer
- Ongaro, Alberto (1925–2018), italienischer Journalist, Schriftsteller und Comicautor
- Ongaro, Alex (* 1963), kanadischer Radrennfahrer
- Ongaro, Giovanni (* 2004), italienisch-brasilianischer Skirennläufer
- Ongaro, Paolo (* 1946), italienischer Comiczeichner
- Ongart Pamonprasert (* 1994), thailändischer Fußballspieler
- Ongbumrungpan, Busanan (* 1996), thailändische Badmintonspielerin
- Ongenda, Hervin (* 1995), französischer Fußballspieler
- Onghers, Oswald (1628–1706), flämischer Barockmaler
- Ongonga, Ashley Tshanda (* 2007), kenianischer Skilangläufer
- Öngören, Berfu (* 1981), türkische Schauspielerin
- Öngören, Tolga (* 1963), türkischer Basketballtrainer und -spieler
- Öngören, Vasıf (1938–1984), türkischer Autor
- Ongori, Philes Moora (* 1986), kenianische Langstreckenläuferin
- Ongpin, Román (1847–1912), philippinisch-chinesischer Geschäftsmann und Philanthrop
- Ongsa Singthong (* 2005), thailändischer Fußballspieler
- Ongtioco, Honesto (* 1948), philippinischer Geistlicher, römisch-katholischer Bischof von Cubao
- Onguéné, Gabrielle (* 1989), kamerunische Fußballspielerin
- Onguéné, Jérôme (* 1997), französisch-kamerunischer Fußballspieler
- Öngün, Özden (* 1978), türkischer Fußballspieler
- Ongun, Tarık (* 1973), türkischer Fußballschiedsrichterassistent
- Ongurlar, Elifcan (* 1993), türkische Schauspielerin
- Ongwae, Tylor (* 1991), kenianischer Basketballspieler
- Ongwen, Dominic, ugandischer Kriegsverbrecher, Kindersoldat; Anführer Lord Resistance Army

### Oni
- Oni, Tolullah (* 1980), nigerianische Epidemiologin und Hochschullehrerin
- Oniangué, Prince (* 1988), kongolesisch-französischer Fußballspieler
- Oniani, Giorgi (* 1983), georgischer Fußballspieler
- Oniani, Tariel (* 1952), georgischer Boss der russischen Mafia
- Onians, Richard Broxton (1899–1986), britischer Altphilologe
- Onias, Gerechter Gottes
- Onida, Valerio (1936–2022), italienischer Jurist und Hochschullehrer
- Onidani, Keiko (* 1994), japanische Para-Leichtathletin
- Onidi, Fabio (* 1988), italienischer Automobilrennfahrer
- Onielar, deutsche Sängerin und GitarristinOnielar

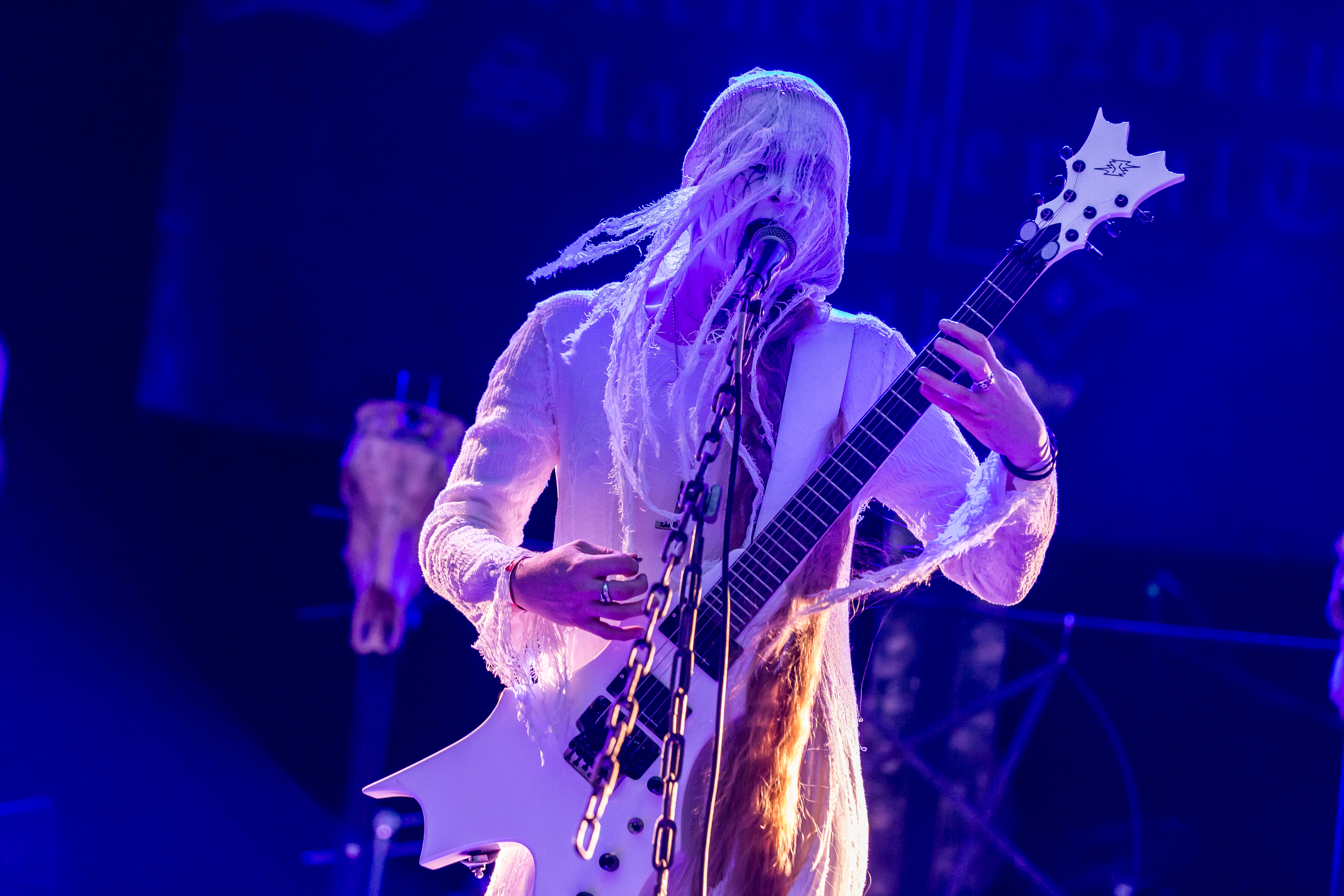
Onielar

- Onieogou, Greta (* 1991), kanadische Schauspielerin
- Onifade, Babatunde (* 2003), nigerianischer Fußballspieler
- Oniike, Megumi (* 1976), japanische Badmintonspielerin
- Onikeku, Qudus (* 1984), nigerianischer Tänzer und Künstler
- Oniki, Tōru (* 1974), japanischer Fußballspieler
- Oniki-Willis, Yoshika (* 1940), brasilianische Entomologin und Ornithologin
- Onilowa, Nina (1921–1942), sowjetische Sanitäterin und Maschinengewehrschützin
- Onions, Charles Talbut (1873–1965), englischer Lexikograph und Anglist
- O’Nions, Keith (* 1944), britischer Geochemiker, Petrologe, Mineraloge und Geologe
- Onions, Oliver (1873–1961), britischer Schriftsteller
- Onís, Federico de (1885–1966), spanischer Romanist und Hispanist mit US-amerikanischer Staatsbürgerschaft
- Onís, Luis de (1762–1827), spanischer Politiker und Diplomat
- Onischtschenko, Gennadi Grigorjewitsch (* 1950), russischer Mediziner, Oberster Amtsarzt, Regierungsberater
- Onischtschik, Arkadi Lwowitsch (1933–2019), russischer Mathematiker
- Onischuk, Alexander (* 1975), US-amerikanisch-ukrainischer Schachgroßmeister
- Onisemiuc, Mircea (* 1970), rumänischer Fußballspieler und -trainer
- Ōnishi, Aguri (* 1997), japanische Synchronsprecherin (Seiyū) und J-Pop-Sängerin
- Ōnishi, Akiyo (* 1978), japanische Marathonläuferin
- Ōnishi, Hajime (1864–1900), japanischer Philosoph
- Ōnishi, Hiroshi (1961–2011), japanischer Maler und Hochschullehrer
- Ōnishi, Junko (* 1967), japanische Jazzmusikerin
- Ōnishi, Kōji (* 1988), japanischer Fußballspieler
- Ōnishi, Kyojin (1916–2014), japanischer Schriftsteller
- Ōnishi, Masayuki (* 1977), japanischer Fußballspieler
- Onishi, Misaki (* 1985), japanische Langstreckenläuferin
- Ōnishi, Ryōtarō (* 1997), japanischer Fußballspieler
- Ōnishi, Shōgo (* 1990), japanischer Fußballspieler
- Ōnishi, Tadao (1943–2006), japanischer Fußballspieler und -trainer
- Ōnishi, Takashi (* 1971), japanischer Fußballspieler
- Ōnishi, Takijirō (1891–1945), japanischer AdmiralŌnishi Takijirō (1891–1945)

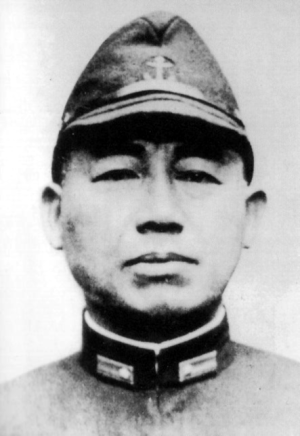
Ōnishi Takijirō (1891–1945)

- Ōnishi, Takuya (* 1975), japanischer Astronaut
- Ōnishi, Yōhei (* 1982), japanischer Fußballspieler
- Ōnishi, Yuka (* 1968), japanische Schauspielerin, Sängerin und ein Idol der 1980er Jahre
- Ōnishi, Yūki (* 1996), japanischer Fußballspieler
- Ōnishi, Yūsuke (* 2001), japanischer Fußballspieler
- Onisie, Ștefan (1925–1984), rumänischer Fußballspieler und -trainer
- Onisiwo, Karim (* 1992), österreichischer Fußballspieler
- Onißeit, Elisabeth (* 1944), deutsche ehemalige Ausdauersportlerin
- Onisto, Arnoldo (1912–1992), römisch-katholischer Geistlicher und Bischof von Vicenza
- Onitsuka, Chihiro (* 1980), japanische Sängerin
- Onitsuka, Miyabi (* 1998), japanische Snowboarderin
- Oniyama, Josephine, britische Musikerin
- Onizuka, Ellison Shoji (1946–1986), US-amerikanischer Astronaut
- Onizuka, Katsuya (* 1970), japanischer Boxer im Superfliegengewicht

### Onj
- Onjerth, Hugo (1923–1995), österreichischer Brigadier
- Onjo († 28), Begründer des Königreichs Baekje

### Onk
- Onkel Zwieback (* 1981), deutscher Rapper und Musikproduzent
- Onkelinx, André (1931–2021), belgischer Diplomat
- Onkelinx, Laurette (* 1958), belgische sozialistische Politikerin
- Onkelos, römischer Bürger jüdischen Glaubens, Autor, Übersetzer
- Onken, Anne (* 1977), deutsche Radiomoderatorin und Comedy-Autorin
- Onken, Günther (1901–1970), deutscher Politiker (parteilos), MdL
- Onken, Jan Moritz (* 1977), deutscher Dirigent
- Onken, Julia (* 1942), Schweizer Psychologin, Seminarleiterin und Buchautorin
- Onken, Karl Eduard (1846–1934), österreichischer Genremaler
- Onken, Kurt (1914–2007), Ingenieur und Unternehmer
- Onken, Matthias (* 1972), deutscher Journalist, Lobbyist und Autor
- Onken, Maya (* 1968), Schweizer Buchautorin
- Onken, Reinhard (1891–1981), deutscher Politiker (FDP), MdL
- Onken, Rudolf (1892–1964), deutscher Politiker (FDP)
- Onken, Thomas (1941–2000), Schweizer Kunsthistoriker und Politiker (SP)
- Onken, Ulfert (1925–2021), deutscher Chemiker
- Onken, Werner (* 1953), deutscher Ökonom, Autor und Herausgeber
- Onkoud, Abdelaziz (* 1972), marokkanischer Schachspieler

### Onl
- Onley, David (1950–2023), kanadischer Fernsehjournalist und -moderator, Vizegouverneur von Ontario
- Onley, Oscar (* 2002), schottischer RadrennfahrerOscar Onley (* 2002)

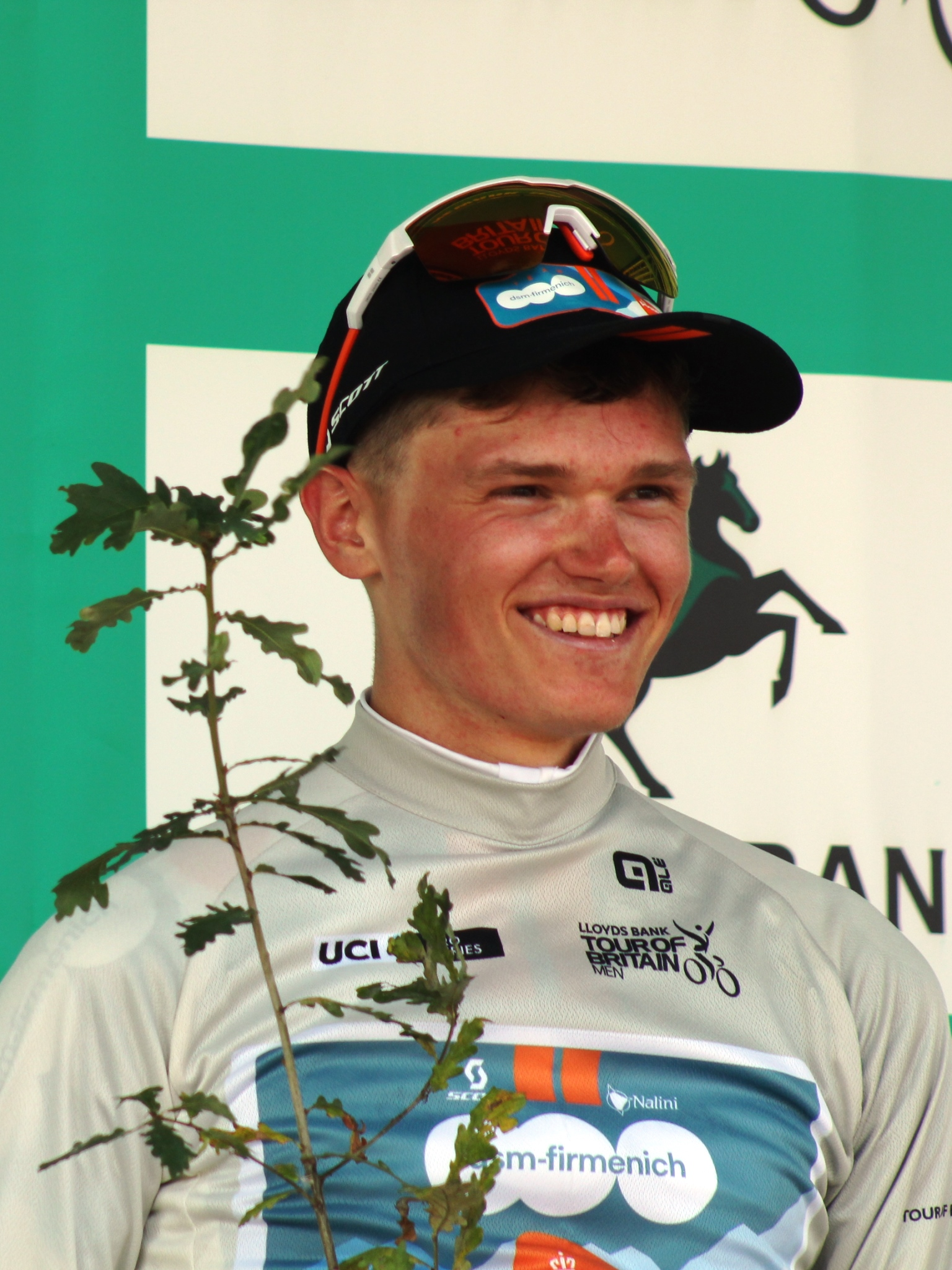
Oscar Onley (* 2002)

- Only, Jerry (* 1959), US-amerikanischer Rockmusiker
- OnlyJayus (* 1999), US-amerikanische TikTokerin

### Onm
- Onmura, Luis (1960–2024), brasilianischer Judoka

### Onn
- Onn, Melanie (* 1979), britische Politikerin, Abgeordnete im Unterhaus für Liverpool
- Onnasch, Fritz (1911–1945), deutscher evangelischer Theologe und enger Mitarbeiter Dietrich Bonhoeffers
- Onnasch, Klaus (* 1937), deutscher evangelischer Theologe, Pastor, Autor
- Onnasch, Martin (* 1944), deutscher evangelisch-lutherischer Theologe und Hochschullehrer, Professor für Kirchengeschichte
- Onneken, Peter (* 1975), deutscher Journalist und Filmemacher
- Onnen, Alfred (1904–1966), deutscher Jurist und Politiker (FDP), MdB
- Onnen, Corinna (* 1962), deutsche Soziologin und Hochschullehrerin
- Onnen, Eike (* 1982), deutscher Hochspringer
- Onnen, Imke (* 1994), deutsche HochspringerinImke Onnen (* 1994)

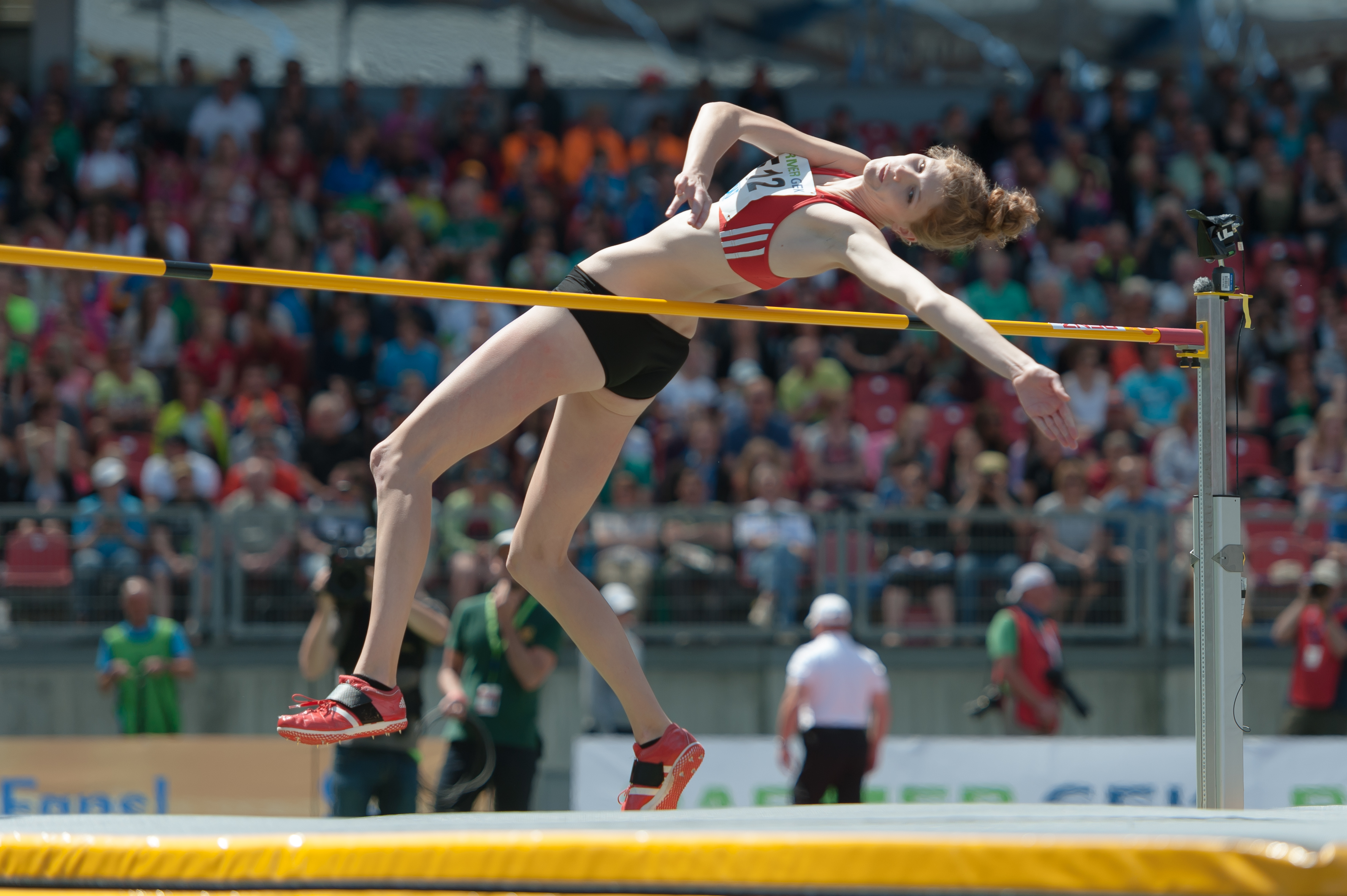
Imke Onnen (* 1994)

- Onnen, Robert (1887–1968), deutscher Politiker (SPD), MdL
- Õnnepalu, Tõnu (* 1962), estnischer Schriftsteller
- Önnerfors, Alf (1925–2019), schwedischer klassischer und mittellateinischer Philologe
- Önnerfors, Andreas (* 1971), schwedischer Historiker
- Onnertz, Heinz (* 1950), deutscher Landrat
- Onnes, Bert (1938–2018), niederländischer Tischtennisspieler und -trainer
- Onnes, Harm Kamerlingh (1893–1985), niederländischer Künstler
- Onnis, Delio (* 1948), argentinischer Fußballspieler
- Onnismaa, Matti (* 1959), finnischer Schauspieler
- Onno, Ferdinand (1881–1969), österreichischer Schauspieler

### Ono
- Ono no Komachi, japanische Dichterin
- Ono no Michikaze (894–967), japanischer Maler
- Ono, Anna (1890–1979), russisch-japanische Violinistin und Hochschullehrerin
- Ono, Azusa (1852–1886), japanischer Politiker
- Ōno, Banboku (1890–1964), japanischer Politiker
- Ono, Chikkyō (1889–1979), japanischer Maler
- Ōno, Chol-hwan (* 1993), südkoreanischer Fußballspieler
- Ono, Daisuke (* 1978), japanischer Synchronsprecher
- Ōno, Eri (* 1955), japanische Pop- und Jazzmusikerin
- Ono, Fuyumi (* 1960), japanische Schriftstellerin
- Ono, Gadō (1862–1922), Kalligraf
- Ōno, Harunaga (1569–1615), japanischer Samurai
- Ōno, Harutaka (* 1978), japanischer Fußballspieler
- Ono, Hideo (1885–1977), japanischer Journalist und Medienhistoriker
- Ōno, Hideo (* 1954), japanischer Physiker
- Ōno, Hidetaka (1922–2002), japanischer Maler
- Ono, Hironobu (* 1987), japanischer Fußballspieler
- Ono, Kaoru (* 1962), japanischer Mathematiker
- Ono, Kazuko (* 1946), japanische Badmintonspielerin
- Ōno, Kazunari (* 1989), japanischer Fußballspieler
- Ōno, Kazuo (1906–2010), japanischer Tänzer und Mitgründer des zeitgenössischen Ausdruckstanzes Butoh
- Ōno, Kazushi (* 1960), japanischer Dirigent
- Ono, Ken (* 1968), US-amerikanischer Mathematiker
- Ono, Kiyoko (1936–2021), japanische Turnerin und Politikerin
- Ōno, Kumao (* 1890), japanischer Kendōka
- Ono, Machiko (* 1981), japanische Schauspielerin

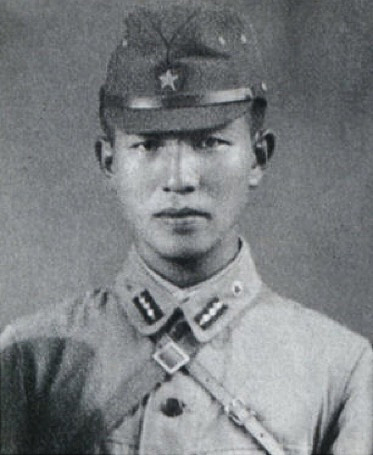
Onoda Hirō (1922–2014)

- Ono, Masahito (* 1996), japanischer Fußballspieler
- Ōno, Masao (1923–2001), japanischer Fußballspieler
- Ono, Misao (* 1908), japanischer Hochspringer
- Ono, Mitsuki (* 2004), japanische Snowboarderin
- Ono, Mitsuru (1929–2008), japanischer Jazzmusiker
- Ōno, Motohiro (* 1963), japanischer Politiker
- Ono, Ranzan (1729–1810), japanischer Naturalist der Edo-Zeit
- Ōno, Rinka (1904–1982), japanischer Haiku-Dichter
- Ono, Ryōko (* 1977), japanische Synchronsprecherin
- Ōno, Saori (* 1970), japanische Pianistin
- Ōno, Satoshi (* 1980), japanischer Sänger und Schauspieler
- Ono, Seiichirō (1891–1986), japanischer Rechtsgelehrter
- Ono, Seiji (* 1956), japanischer Tischtennisspieler
- Ono, Shingi (* 1974), japanischer Fußballspieler
- Ono, Shinji (* 1979), japanischer FußballspielerShinji Ono (* 1979)

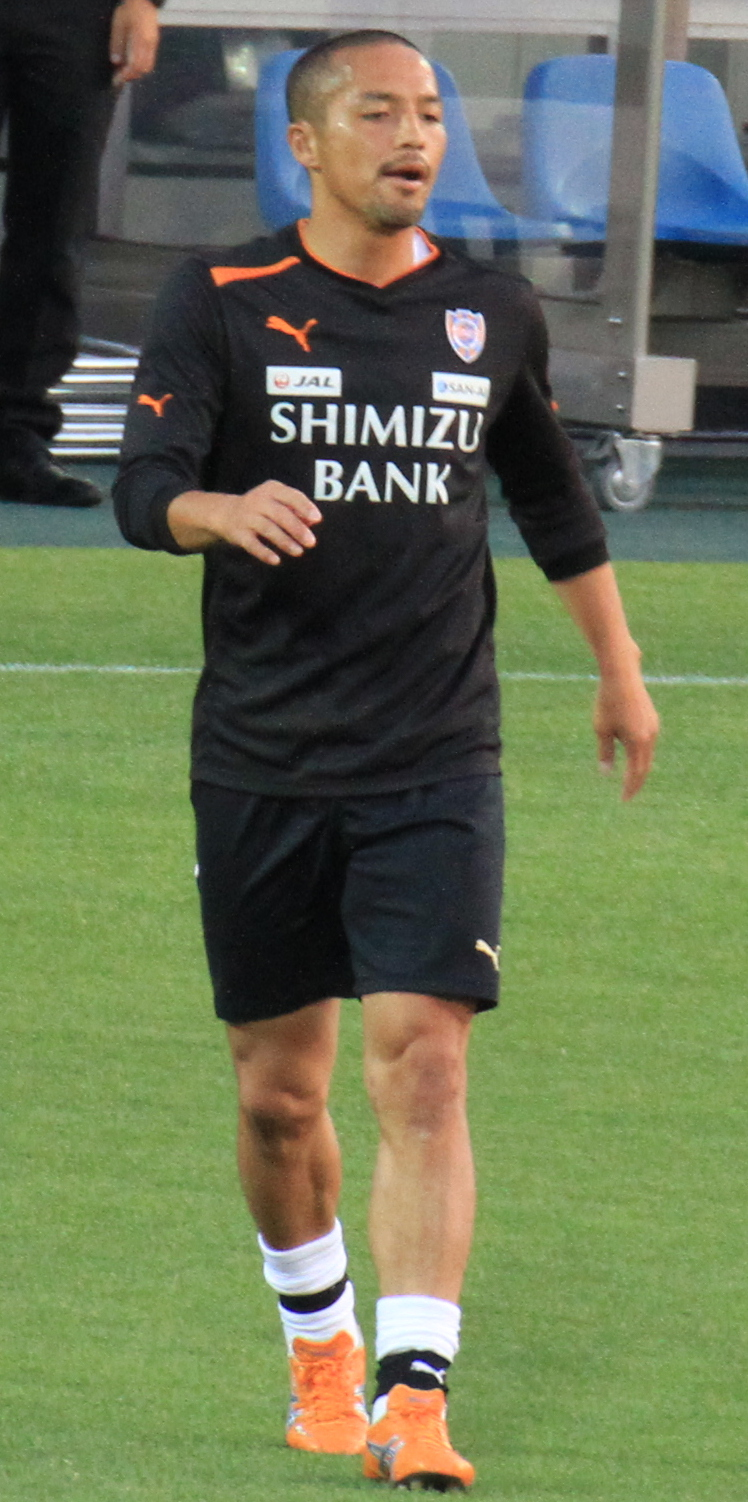
Shinji Ono (* 1979)

- Ōno, Shinobu (* 1984), japanische Fußballspielerin
- Ōno, Shinri (* 2002), japanischer Fußballspieler
- Ōno, Shōhei (* 1992), japanischer Judoka
- Ōno, Shunzō (* 1965), japanischer Fußballspieler
- Ono, Tadashige (1909–1990), japanischer Holzschnitt-Künstler
- Ōno, Taiichi (1912–1990), japanischer Ingenieur und Erfinder
- Ono, Takashi (* 1928), japanisch-US-amerikanischer Mathematiker
- Ono, Takashi (* 1931), japanischer Kunstturner
- Ono, Takashi (* 1980), japanischer Judoka
- Ono, Takayoshi (* 1978), japanischer Fußballspieler
- Ono, Takayuki (* 1983), japanischer Eishockeyspieler
- Ōno, Takeshi (* 1944), japanischer Fußballspieler
- Ono, Takeshi (* 1962), japanischer Fußballspieler
- Ono, Tomonari (* 1974), japanischer Leichtathlet
- Ono, Tomoyoshi (* 1979), japanischer Fußballspieler
- Ono, Toshihiro (* 1965), japanischer Manga-Zeichner
- Ono, Tōzaburō (1903–1996), japanischer Dichter
- Ōno, Yōhei (* 1994), japanischer Fußballspieler
- Ono, Yoko (* 1933), japanisch-amerikanische Künstlerin und SängerinYoko Ono (* 1933)

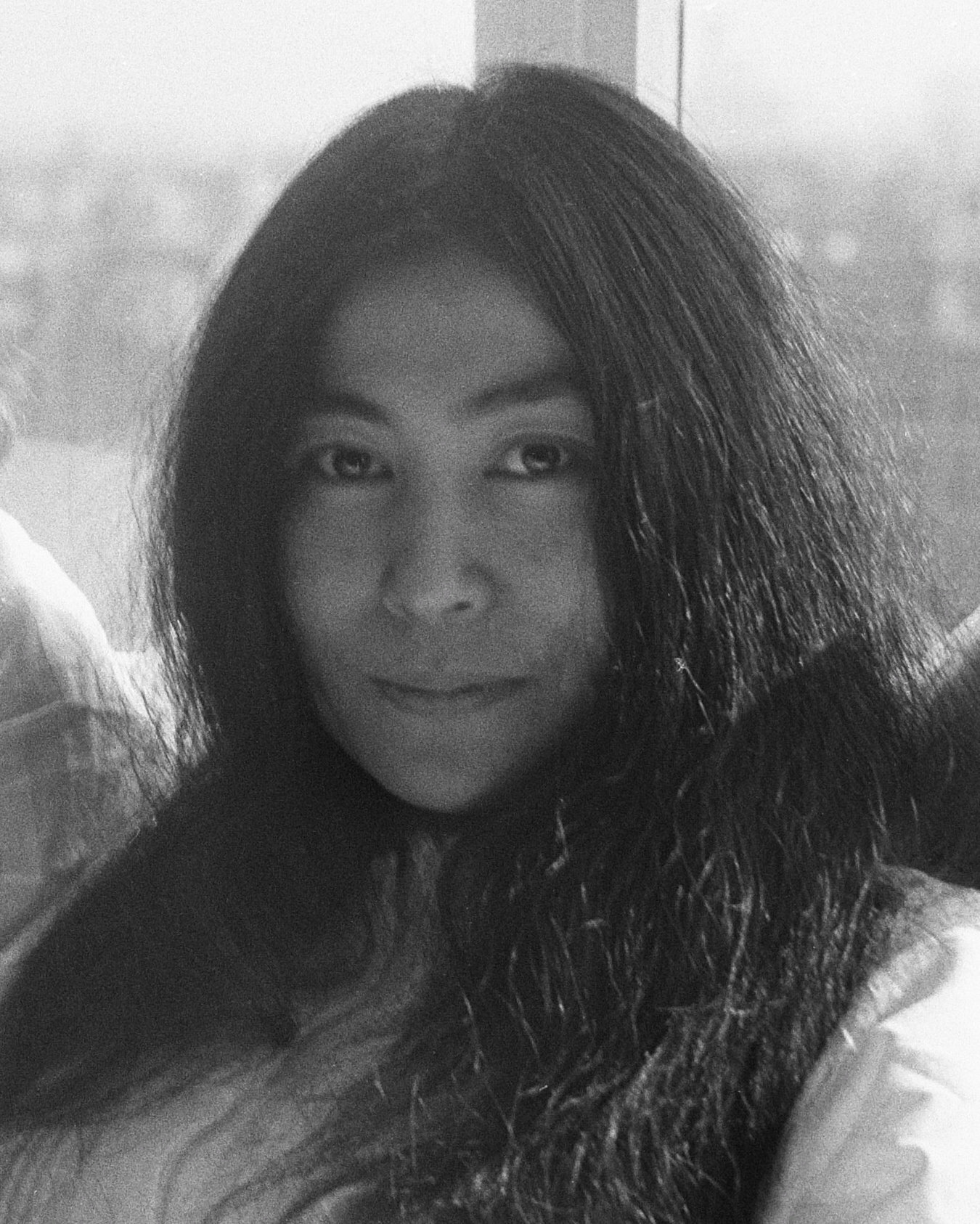
Yoko Ono (* 1933)

- Ōno, Yōko (* 1989), japanische Judoka
- Ōno, Yoshifumi (* 1978), japanischer Fußballspieler
- Ono, Yoshinori, japanischer Computerspielentwickler
- Ono, Yūhei (* 1985), japanischer Fußballspieler
- Ōno, Yūji (* 1941), japanischer Jazzmusiker und Filmkomponist
- Ono, Yūji (* 1992), japanischer Fußballspieler
- Ono, Yūto (* 1991), japanischer Fußballspieler
- Ōno, Yūya (* 1996), japanischer Fußballspieler
- Onoda, Hirō (1922–2014), japanischer Nachrichtenoffizier der kaiserlichen Armee, hielt (bis 1974 auf den Philippinen) den Zweiten Weltkrieg für nicht beendetOnoda Hirō (1922–2014)
- Onoda, Masahito (* 1996), japanischer Fußballspieler
- Onoda, Minoru (1937–2008), japanischer Künstler
- Onodera, Ayumi (* 1978), japanische Curlerin
- Onodera, Itsunori (* 1960), japanischer Politiker
- Onodera, Kento (* 1991), japanischer Fußballspieler
- Onodera, Ken’ya (* 1997), japanischer Fußballspieler
- Onodera, Shiho (* 1973), japanische Fußballtorhüterin
- Onodera, Tatsuya (* 1987), japanischer Fußballspieler
- Onodi, Heidemaria (* 1957), österreichische Politikerin (SPÖ), Landtagsabgeordnete, Abgeordnete zum Nationalrat
- Ónodi, Henrietta (* 1974), ungarische Turnerin
- Onodi, Ottó (* 1994), rumänischer Eishockeytorwart
- Ónodi-Jánoskúti, Máté (* 2002), ungarischer Handballspieler
- Ónody, József (1882–1957), ungarischer Schwimmer
- Onoe, Ichirō (* 1957), japanischer Jazzmusiker (Schlagzeug)
- Onoe, Matsunosuke (1875–1926), japanischer Kabuki-Schauspieler, Filmschauspieler und Filmregisseur
- Onoe, Saishū (1876–1957), japanischer Tanka-Dichter, Kalligraph und Literaturwissenschaftler
- Onoe, Yūya (* 1985), japanischer Fußballspieler
- Onofraș, Marius (* 1980), rumänischer Fußballspieler
- Onofre, Alberto (1947–2025), mexikanischer Fußballspieler
- Onofre, Marta (* 1991), portugiesische Stabhochspringerin
- Onofri, Alessandro (1874–1932), italienischer Organist und Komponist
- Onofri, Enrico (* 1967), italienischer Violinist und Dirigent
- Onofrio della Cava, italienischer Ingenieur und Architekt
- Onofrio, Marco (* 1971), italienischer Schriftsteller, Essayist und Literaturkritiker
- Onogawa Kisaburo (1758–1806), Sumōringer und fünfter Yokozuna
- Onohara, Kazuya (* 1996), japanischer Fußballspieler
- Onojuvwevwo, Ella (* 2005), nigerianische Sprinterin
- Ōnokuni, Yasushi (* 1962), japanischer Sumōringer
- O’Nolan, Brian (1911–1966), irischer Schriftsteller
- Onomah, Josh (* 1997), englischer Fußballspieler
- Onomakles, Athener Admiral und oligarchischer Politiker
- Onomakritos, griechischer Chresmologe
- Ononiwu, Julius Chukwuma (* 1988), nigerianischer Fußballspieler
- Onophrios der Große, ägyptischer Einsiedler und HeiligerOnophrios der Große

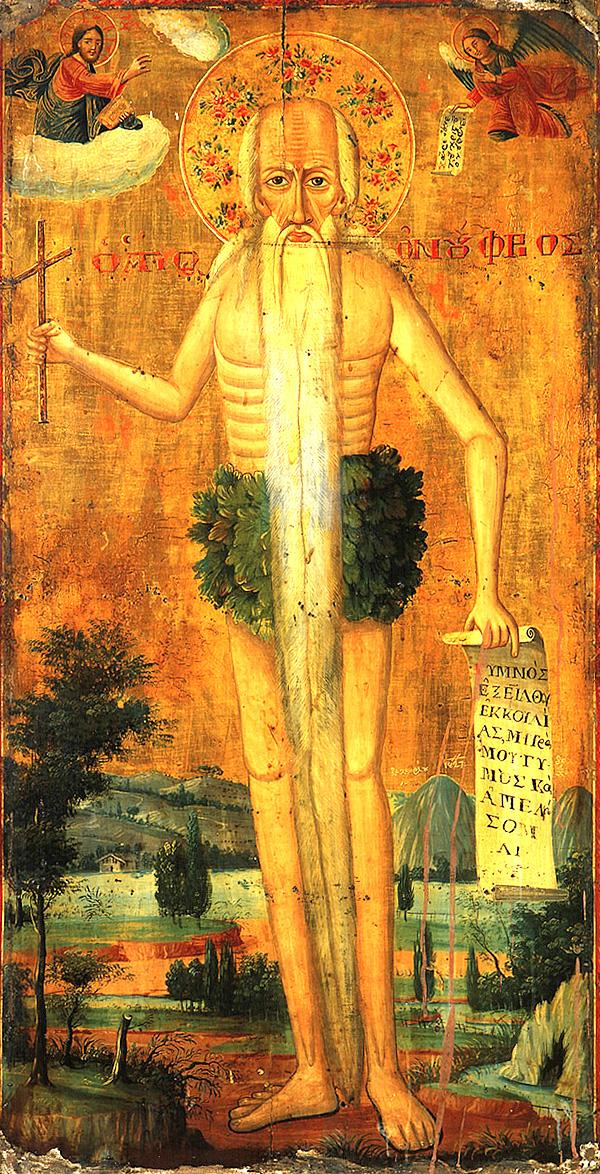
Onophrios der Große

- Onopko, Sergej (* 1985), deutscher Schauspieler ukrainischer Herkunft
- Onopko, Wiktor Saweljewitsch (* 1969), russischer Fußballspieler
- Onoprijenko, Anatolij (1959–2013), ukrainischer Serienmörder
- Onoprijenko, Wiktorija (* 2003), ukrainische Einzelgymnastin
- Onorati, Lorenzo (* 1947), italienischer Filmregisseur von erotischen Filmen
- Onorati, Peter (* 1953), US-amerikanischer Schauspieler
- Onorato, Giovanni (1910–1960), italienischer Schauspieler
- Onorato, Glauco (1936–2009), italienischer Schauspieler
- Onorato, Maria Virginia (1942–2017), italienische Schauspielerin und Filmregisseurin
- Onorio, Rota (1919–2004), kiribatischer Politiker, Präsident von Kiribati
- Onorio, Teima (* 1963), kiribatische Politikerin
- Onosato, Toshinobu (1912–1986), japanischer Maler
- Onose, Kōsuke (* 1993), japanischer Fußballspieler
- Onoue, Shigeo (* 1976), japanischer Fußballspieler
- Onozawa, Ryōko (* 1951), japanische Eisschnellläuferin
- Onozawa, Toshiki (* 1998), japanischer Fußballspieler
- Onozuka, Ayana (* 1988), japanische Freestyle-Skisportlerin

### Onr
- Onra (* 1981), französischer Beat-Produzent
- Önre Darma Sengge (1177–1237), Vertreter der Drugpa-Kagyü-Tradition, Abt des Ralung-Klosters
- Onrubia, Salvadora Medina (1894–1972), argentinische Schriftstellerin, Frauenrechtlerin und Anarchistin

### Ons
- Onsager, Lars (1903–1976), norwegischer Physikochemiker und theoretischer Physiker
- Onsare, Wilson (* 1976), kenianischer Langstreckenläufer
- Onschanow, Nurlan (* 1960), kasachischer Diplomat
- Onslow, Arthur (1691–1768), englischer Politiker
- Onslow, Arthur, 1. Baronet († 1688), englischer Adliger und Politiker
- Onslow, Arthur, 3. Earl of Onslow (1777–1870), englischer Adliger und Politiker
- Onslow, Cranley (1926–2001), britischer Life Peer und Politiker (Conservative Party)
- Onslow, Foot (1655–1710), englischer Politiker
- Onslow, George (1784–1853), französischer KomponistGeorge Onslow (1784–1853)

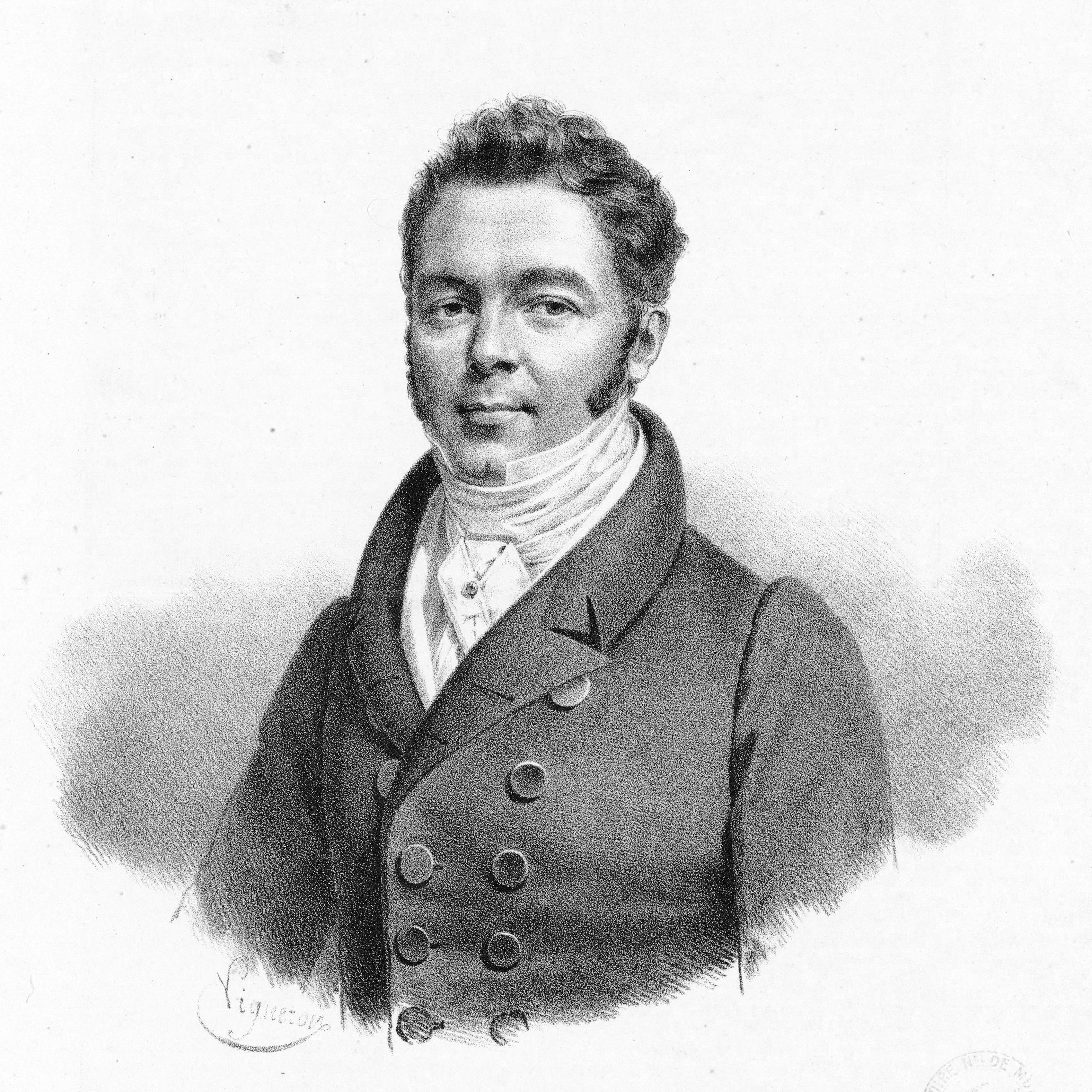
George Onslow (1784–1853)

- Onslow, George, 1. Earl of Onslow (1731–1814), britischer Adliger und Politiker
- Onslow, Hannah (* 1998), britische Schauspielerin
- Onslow, Izi, britische Boogie-Woogie- und Blues-Sängerin
- Onslow, Michael Onslow, 7. Earl of (1938–2011), britischer Politiker (Conservative Party)
- Onslow, Richard († 1664), englischer Politiker und Militär
- Onslow, Richard († 1760), britischer Armeeoffizier und Politiker
- Onslow, Richard, 1. Baron Onslow (1654–1717), englischer Adliger und Politiker
- Onslow, Richard, 3. Baron Onslow (1713–1776), britischer Adliger und Politiker
- Onslow, Richard, 5. Earl of Onslow (1876–1945), britischer Diplomat und Politiker der Liberal Party
- Onslow, Thomas, 2. Baron Onslow († 1740), englischer Peer und Politiker
- Onslow, Thomas, 2. Earl of Onslow (1754–1827), britischer Adliger und Politiker
- Onslow, William, 4. Earl of Onslow (1853–1911), britischer Politiker und Gouverneur von Neuseeland
- Onsman, Rienk (1943–2011), niederländischer Fußballspieler
- Önsöz, Eren (* 1972), deutsch Rundfunkautorin und Filmemacherin
- Onsrud, Jacob (1882–1971), norwegischer Sportschütze
- Onstad, Kristian Flittie (* 1984), norwegischer Fußballspieler
- Onstad, Pat (* 1968), kanadischer Fußballtorwart
- Onstott, Kyle (1887–1966), US-amerikanischer Schriftsteller

### Ont
- Ontani, Luigi (* 1943), italienischer Künstler
- Ontijd, Wolfgang (* 1937), deutscher Politiker (CDU), MdL
- Ontivero, Lucas (* 1994), argentinischer Fußballspieler
- Ontiveros Vivas, Gonzalo Alfredo (* 1968), venezolanischer römisch-katholischer Geistlicher, Apostolischer Vikar von Caroní
- Ontiveros, Lombardo (* 1983), mexikanischer Beachvolleyballspieler
- Ontiveros, Lupe (1942–2012), US-amerikanische SchauspielerinLupe Ontiveros (1942–2012)

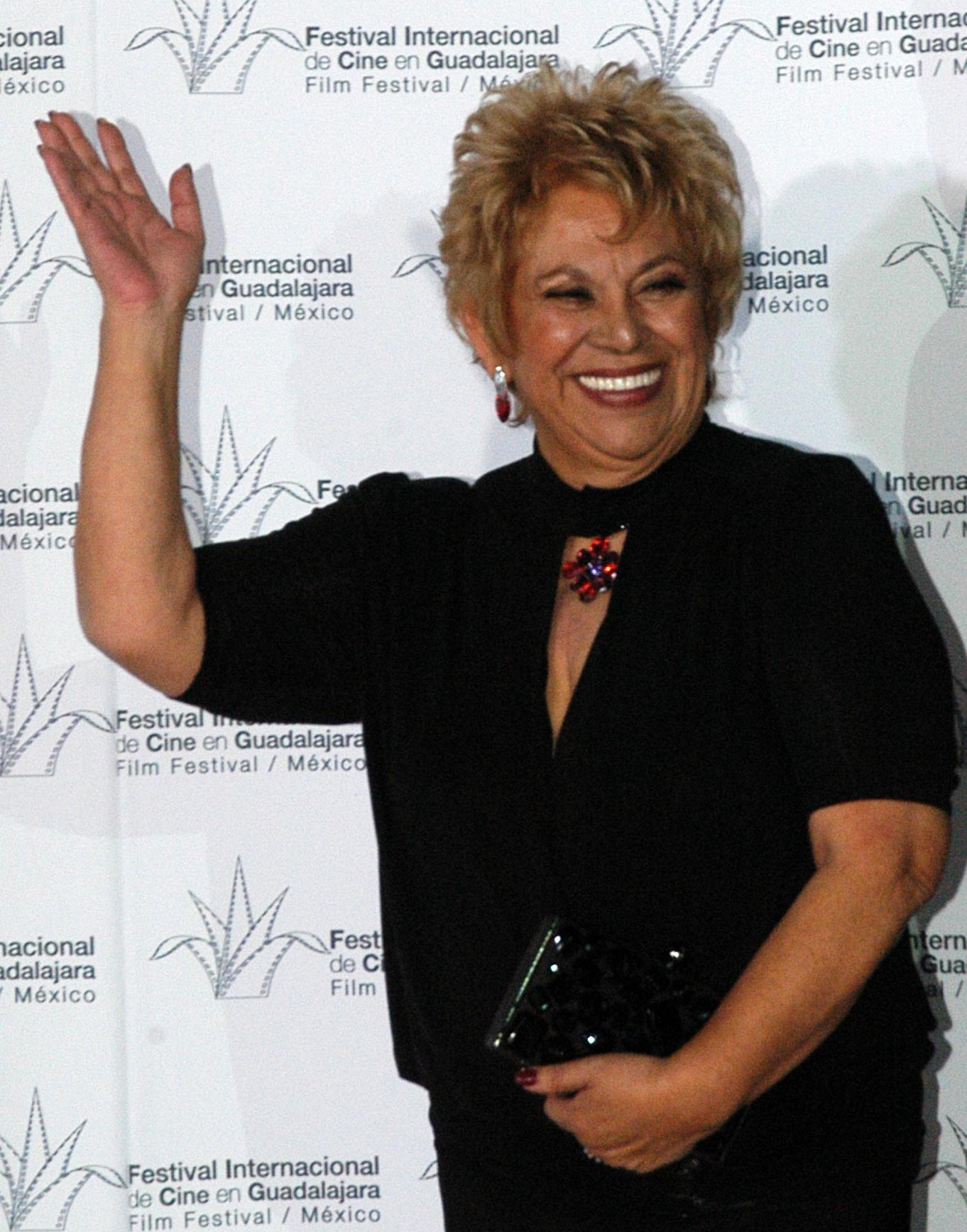
Lupe Ontiveros (1942–2012)

- Ontiveros, Pedro (* 1952), spanischer Fusionmusiker (Flöte, Saxophon) und Komponist
- Ontkean, Michael (* 1946), kanadischer Schauspieler
- Ontl, Lora (* 1999), kroatische Leichtathletin
- Ontrop, Martin (* 1963), deutscher Schauspieler
- Ontrup, Godehard (1773–1826), römisch-katholischer Ordenspriester, Pfarrer und Theologe
- Onttonen, Esa (* 1975), finnischer Jazz- und Fusionmusiker (Gitarre, Komposition, Arrangement)
- Ontužāns, Daniels (* 2000), lettisch-deutscher Fußballspieler

### Onu
- Onu, Aurore, rumänische Bildhauerin
- Onu, EJ (* 1999), amerikanischer Basketballspieler
- Onuachu, Paul (* 1994), nigerianischer Fußballspieler
- Onuah, Elizabeth (* 1995), nigerianische Gewichtheberin
- Onuegbu, Kingsley (* 1986), nigerianischer Fußballspieler
- Onufri, orthodoxer Geistlicher und Ikonenmaler
- Onufri, Nikolla, albanischer Ikonenmaler
- Onufrij (* 1944), ukrainisch-orthodoxer MetropolitOnufrij (* 1944)

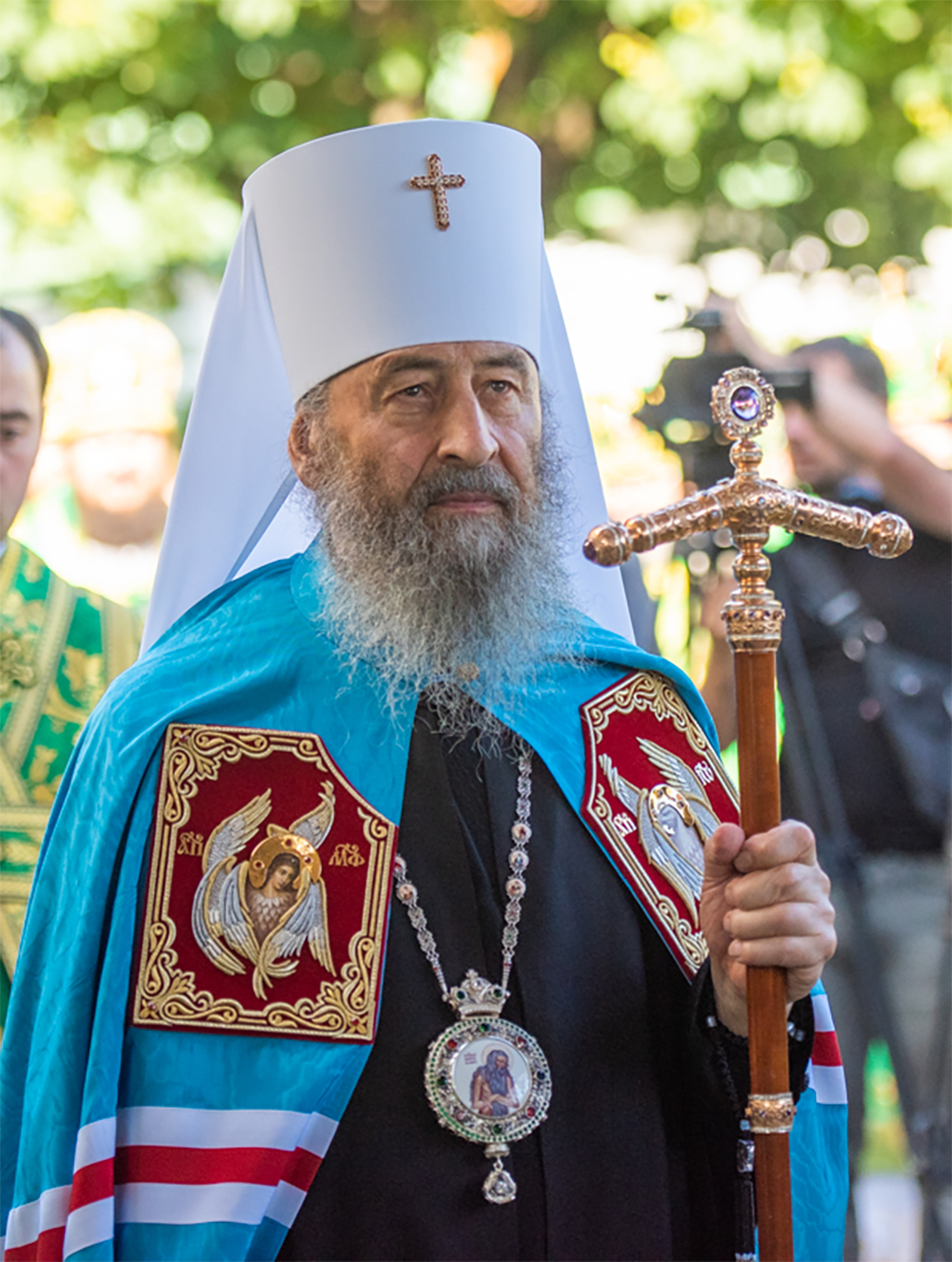
Onufrij (* 1944)

- Onufrijenko, Juri Iwanowitsch (* 1961), russischer Kosmonaut ukrainischer Herkunft
- Onufrijenko, Serhij (* 1985), ukrainischer Handballspieler
- Onufrijew, Oleksandr (* 2002), ukrainischer Stabhochspringer
- Onufrowicz, Wladislaus († 1899), polnisch-schweizerischer Arzt
- Onugcha, German Olegowitsch (* 1996), russisch-nigerianischer Fußballspieler
- Onuigwe, Kelvin (* 2003), deutscher Fußballspieler
- Onuk, Orhan (* 1984), türkischer Fußballspieler
- Onuki, Taeko (* 1953), japanische Singer-Songwriterin, Komponistin, Pianistin, Gitarristin und Schriftstellerin
- Ōnuma, Chinzan (1818–1891), japanischer Schriftsteller
- Ōnuma, Kenji (* 1931), japanischer Gewichtheber und Bodybuilder
- Onumonu, Ifeoma (* 1994), nigerianische Fußballspielerin
- Onuoha, Chilohem (* 2005), deutscher Fußballspieler
- Onuoha, Nedum (* 1986), englischer Fußballspieler
- Onuora, Anyika (* 1984), britische Sprinterin
- Onuorah, Chinenye (* 2002), thailändische Leichtathletin
- Onur, Füsun (* 1938), türkische Installationskünstlerin
- Onur, Leyla (* 1945), deutsche Politikerin (SPD), MdB, MdEP
- Önür, Murat (* 1981), türkischer Fußballspieler
- Onur, Samed (* 2002), türkisch-deutscher Fußballspieler
- Onursal, Özlem (* 1958), türkische Schauspielerin
- Onus, Lin (1948–1996), australischer Maler, Bildhauer und Graphiker der Aborigines
- Önüt, Güven (1940–2003), türkischer Fußballspieler

### Onw
- Onweagba, Oluchi (* 1980), nigerianisches Model
- Onwenu, Michael (* 1997), US-amerikanischer American-Football-Spieler
- Onwenu, Onyeka (1952–2024), nigerianische Sängerin, Songwriterin, Schauspielerin, Journalistin und Aktivistin
- Onwhyn, Joseph (1787–1870), englischer Verleger
- Onwrebe, Raphael (* 1993), nigerianischer Fußballspieler
- Onwubolu, Andrew, britischer Rapper, Musikproduzent, Drehbuchautor und Filmschauspieler und -regisseurAndrew Onwubolu

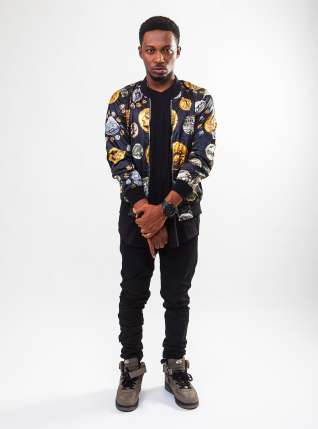
Andrew Onwubolu

- Onwuegbuzie, Andrew (* 1995), deutscher Basketballspieler
- Onwuliri, Viola (* 1956), nigerianische Biochemikerin und Politikerin
- Onwumere, Ngozi (* 1992), nigerianisch-US-amerikanische Sprinterin und Bobfahrerin
- Onwuzurike, Udodi (* 2003), nigerianischer Sprinter
- Onwuzuruike, Henry (* 1979), nigerianischer Fußballspieler

### Ony
- Onyali-Omagbemi, Mary (* 1968), nigerianische Sprinterin
- Onyancha, Frederick (* 1969), kenianischer Mittelstreckenläufer
- Onyango, Patrick (* 1945), kenianischer Weit- und Dreispringer
- Onyeabor, William (1946–2017), nigerianischer Musiker
- Onyeama, Charles (1917–1999), nigerianischer Jurist und Richter am Internationalen Gerichtshof
- Onyeama, Geoffrey (* 1956), nigerianischer Diplomat und Jurist
- Onyebadi, Uche (* 1958), US-amerikanisch-nigerianischer Journalist
- Onyebuchi, Chisom Favour (* 2007), nigerianische Sprinterin
- Onyedika, Raphael (* 2001), nigerianischer Fußballspieler
- Onyegbule, Adriano (* 2006), deutscher Fußballspieler
- Onyeike, Chima (* 1975), niederländischer Fußballspieler und Athletiktrainer
- Onyejekwe, Nneka (* 1989), rumänische Volleyballspielerin
- Onyejiaka, Justin (* 2004), deutscher Basketballspieler
- Onyeka, Francis (* 2007), deutsch-nigerianischer Fußballspieler
- Onyeka, Frank (* 1998), nigerianischer Fußballspieler
- Onyekuru, Henry (* 1997), nigerianischer FußballspielerHenry Onyekuru (* 1997)

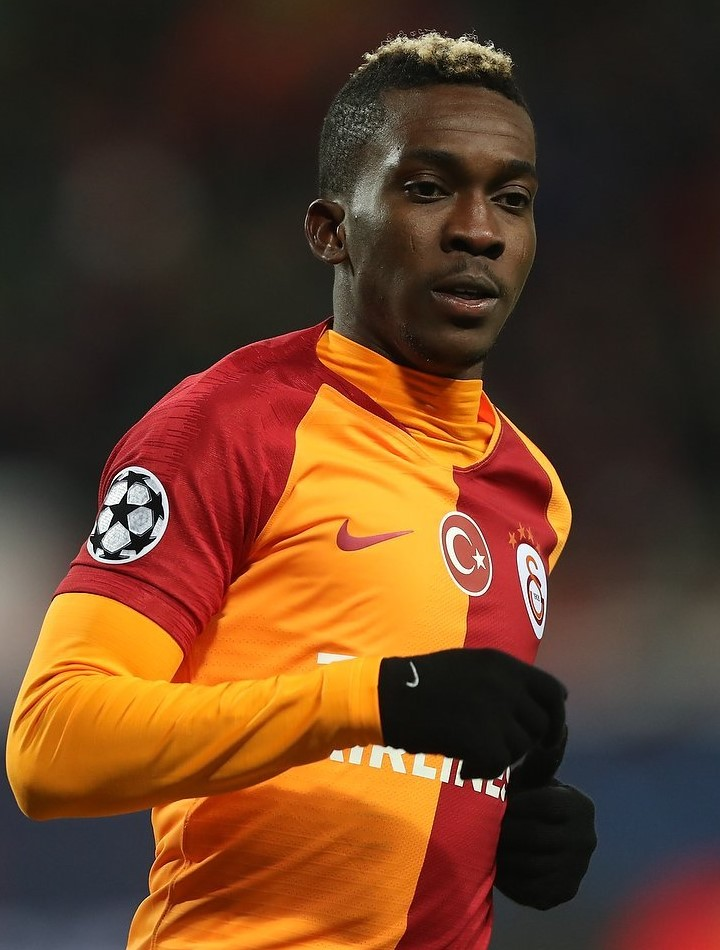
Henry Onyekuru (* 1997)

- Onyekwere, Chioma (* 1994), nigerianische Diskuswerferin und Kugelstoßerin
- Onyemaechi, Bruno (* 1999), nigerianischer Fußballspieler
- Onyemata, David (* 1992), nigerianischer American-Football-Spieler
- Onyembo Lomandjo, Albert (1931–2016), kongolesischer Ordensgeistlicher, römisch-katholischer Bischof von Kindu
- Onyenwere, Michaela (* 1999), US-amerikanische Basketballspielerin
- Onyewu, Oguchi (* 1982), US-amerikanischer Fußballspieler
- Onyia, Alvin (* 2000), deutscher Basketballspieler
- Onyia, Zeal (1934–2000), nigerianischer Jazz- und Highlife-Musiker
- Onymus, Adam Joseph (1754–1836), deutscher katholischer Geistlicher und Hochschullehrer
- Onyonka, Zachary (1939–1996), kenianischer Politiker
- Onyschtschenko, Borys (* 1937), ukrainisch-sowjetischer moderner Fünfkämpfer
- Onyschtschenko, Hanna (* 1984), ukrainische Juristin und Politikerin
- Onyschtschenko, Oleksandr (* 1969), ukrainischer Milliardär und Reitsportmäzen
- Onyschtschenko, Wolodymyr (* 1949), sowjetisch-ukrainischer FußballspielerWolodymyr Onyschtschenko (* 1949)

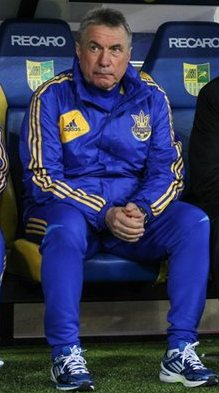
Wolodymyr Onyschtschenko (* 1949)

- Onysko, Wiktor (1982–2022), ukrainischer Filmeditor
- Onyszkiewicz, Janusz (* 1937), polnischer Mathematiker, Bergsteiger und Politiker, Mitglied des Sejm, MdEP
- Onyszko, Arkadiusz (* 1974), polnischer Fußballspieler
- Onyulo, Sidede (1955–2008), kenianischer Schauspieler

### Onz
- Onzari, Miguel Ángel (* 1950), argentinischer Fußballspieler
- Onzia, Lenie (* 1989), belgische Fußballspielerin
- Onziema, Pepe Julian (* 1980), ugandischer LGBT-Aktivist